# Departamento de Loreto
Loreto es un departamento de la República del Perú con capital en la ciudad de Iquitos, situado en el noreste del país, en plena Amazonía. Limita por el norte con Ecuador y Colombia, por el este con Brasil, por el sur con Ucayali y Huánuco, y por el oeste con San Martín y Amazonas. Con 368 852 km² (28 % del territorio nacional), es el departamento más extenso, la séptima mayor entidad subnacional de América Latina —por detrás de cinco estados de Brasil (Amazonas, Pará, Mato Grosso, Minas Gerais y Bahía) y del departamento de Santa Cruz de Bolivia— y, con 2,4 habs./km², el segundo menos densamente poblado, por delante de Madre de Dios. Se fundó el 7 de febrero de 1866.
Por su llano territorio discurren sinuosamente extensos ríos drenados desde la cordillera de los Andes que provocan inundaciones estacionales. En esta región, se unen los ríos Marañón y el Ucayali, y nace el curso principal del río Amazonas.
El territorio loretano cuenta con más de un millón de habitantes (2023), inicialmente fue poblado por sucesivas oleadas de grupos indígenas errantes. Durante la colonización, pocas misiones tuvieron éxito en formar algunas poblaciones permanentes. A fines del siglo XIX, la explosión de la fiebre del caucho produjo súbitas fortunas en manos de los caucheros y la forzada esclavitud de cientos de indígenas. Durante este periodo, se exploraron los ríos de la selva y se consolidó la ciudad de Iquitos, capital departamental desde la escisión del departamento de San Martín en 1897.
Loreto es también la región peruana más diversa en etnias y lenguas indígenas. Cuatro de las lenguas aún empleadas en la región son lenguas aisladas (urarina, taushiro y ticuna) y alberga cinco familias de lenguas endémicas (las familias cahuapana, huitoto, peba-yagua, tucano y záparo). Muchas otras variedades lingüísticas han desaparecido recientemente, como el muniche.
Fue parte del Gobierno de la Comandancia General de Maynas, que fue una división territorial del Imperio español en el virreinato del Perú, creada mediante una real cédula del 15 de julio de 1802.
Luego, fue parte de la intendencia de Trujillo que abarcaba, además de este, el territorio de los actuales departamentos peruanos de Amazonas, San Martín, La Libertad y Ucayali.
En 1822, el Gobierno de Colombia, envió al Perú a Joaquín Mosquera a solicitar la restitución de Maynas. El 25 de julio de 1824, el Congreso de la Gran Colombia dictó una ley de división territorial pretendiendo incluir en la provincia de Pichincha del departamento de Quito al cantón de Quijos, según los límites que tenía al tiempo de creación del virreinato de Nueva Granada. Pretendía incorporar también al departamento del Azuay la provincia de Jaén de Bracamoros y Maynas. La negativa peruana a ceder los territorios desencadenó una guerra entre ambos países, la guerra grancolombo-peruana.
A partir de la ley del 21 de noviembre de 1832, Maynas fue integrada al territorio del nuevo departamento peruano de Amazonas, del cual se separó en 1853, cuando se crea un Gobierno político en Loreto.
En la actualidad, tiene muy buenas relaciones con los departamentos de Huánuco, Áncash y departamentos que fueron parte de la Intendencia de Trujillo como San Martín, Ucayali y La Libertad.

## Toponimia
Según la obra Provincia litoral de Loreto (1864), del naturalista Antonio Raimondi, esta antigua y extensa división administrativa creada en 1853 tenía entonces su capital en Moyobamba. Menciona que su nombre fue tomado de la antigua reducción indígena ticuna y misión franciscana de Nuestra Señora de Loreto de Ticunas, fundada en el siglo XVI en la ribera norte del río Amazonas en el área del Trapecio Amazónico. Actualmente se halla en territorio colombiano.
Raimondi describe que el poblado «no tenía importancia alguna más que ser el último caserío peruano hacia el este en el Amazonas y que marcaba la frontera con el Imperio del Brasil». El mencionado poblado también le daba nombre al antiguo distrito de Loreto, que comprendía este caserío y el de Caballococha. Dicho distrito abarcaba en parte el área de la actual provincia de Mariscal Ramón Castilla.
Ya en 1922 y tras la resolución del conflicto limítrofe entre el Perú y Colombia con el tratado Salomón-Lozano, el Perú cedió el Trapecio Amazónico a Colombia y con ello, la ribera Norte en ese tramo del río. Fue así que el caserío de Loreto quedó en territorio colombiano. Hoy el caserío forma parte del municipio de Puerto Nariño en el departamento de Amazonas y es llamado Loreto-Mocagua.
Cabe resaltar que la actual provincia de Loreto fue creada recién en 1942 y geográficamente no tiene relación alguna con el caserío que le dio nombre al departamento. Esta provincia se habría nombrado así a manera de reivindicación de dicho nombre ante la pérdida del caserío mencionado. Se trata pues Loreto, de un topónimo históricamente residual y obsoleto. 
Etimológicamente, Loreto es una palabra del italiano derivada del vocablo latino lauretum, que significa 'lugar poblado de laureles'. Este mismo proviene del nombre de un lugar en la Antigua Roma, en la colina de Aventino, que albergaba a un jardín de laureles, a partir de allí, el término fue muy usado para referirse a todo bosquecillo que contenía laureles. Esto muy relacionado con el origen de la Virgen de Loreto porque un santuario mariano se encontraba en un loreto.

## Historia

### Período colonial español
Se sostiene que a la llegada de los españoles a América se difundieron por la selva amazónica como por el resto del continente-diversas enfermedades exógenas —como la malaria— que diezmaron la población indígena o al menos reduciéndola ostensiblemente. En esta época llega Francisco de Orellana, quien salió de la ciudad de Guayaquil el 4 de febrero de 1541, luego de llegar a Quito reorganizó su caravana y avanzó hacia la selva, navegando por el río Napo hasta su desembocadura cuando descubrió el río Amazonas el 26 de agosto de 1542.
La Corona española no logró imponer su dominio en la región como lo hizo en los Andes. El territorio era parte del virreinato del Perú desde inicios, luego pasó a formar parte parte del virreinato de Nueva Granada por un periodo no mayor de diez años y volvió al virreinato del Perú. Durante su permanencia a la gran Colombia no logró imponerse de facto desde Quito sino que incluso los misioneros dominicos y franciscanos partían a evangelizar a las diversas etnias desde la ciudad de Moyobamba, que pertenecía a la Real Audiencia de Lima, esta presencia eclesial fue además la única presencia significativa en el llano amazónico de los españoles entonces y aún hasta fundada el Estado republicano.
En 1802, se creó Comandancia General de Maynas y Quixos, separándola de la Audiencia de Quito y reincorporándola nuevamente al virreinato del Perú, algo que fue aceptado con mucha expectativa por los mismos pobladores de esa zona. El hecho de haber pertenecido por algunos años antes de esta fecha a la audiencia quiteña, motivó el reclamo ecuatoriano del territorio situado al norte del río Marañón.

Ciudades fundadas por los españoles y misioneros
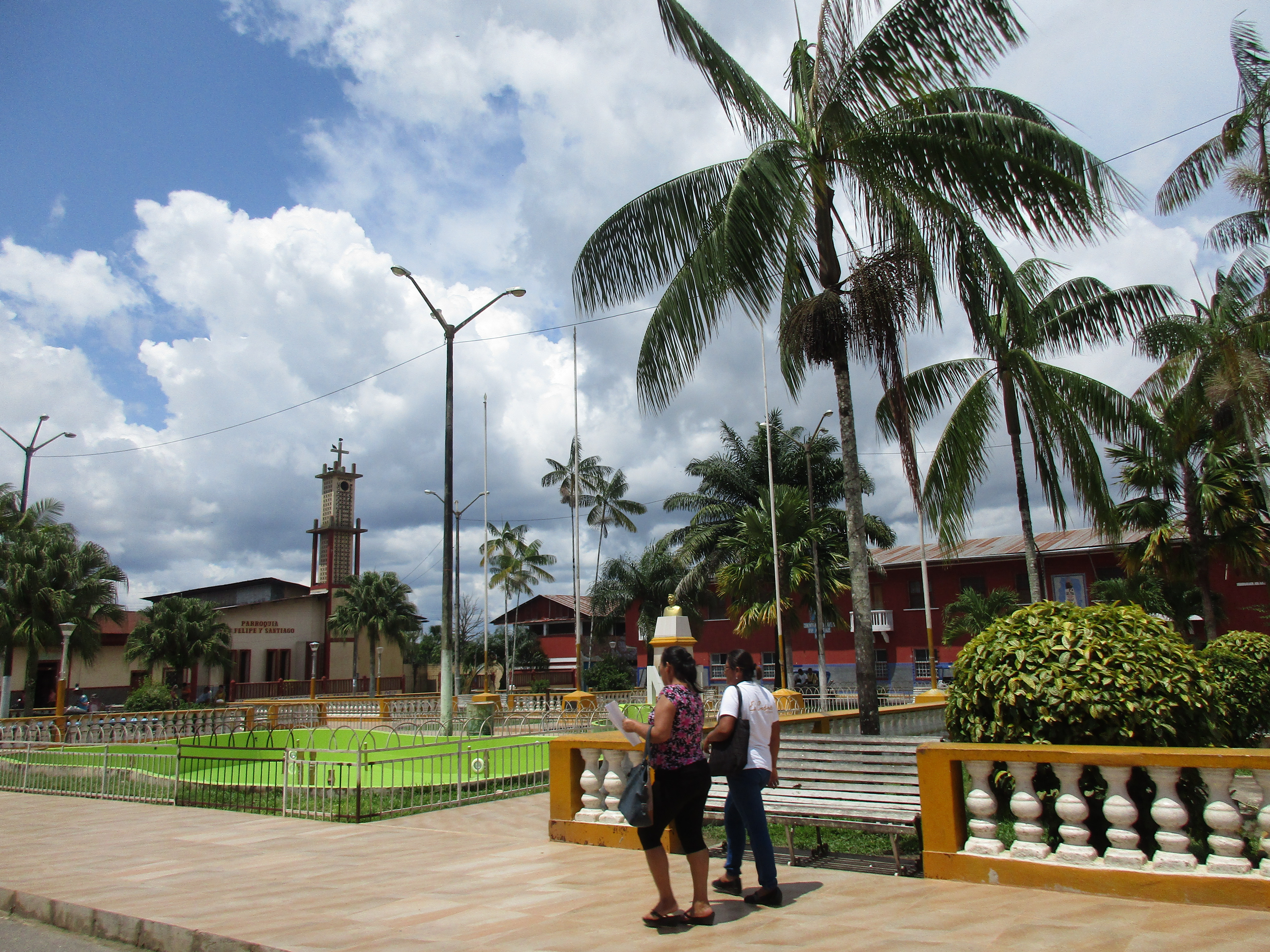
Nauta
Requena
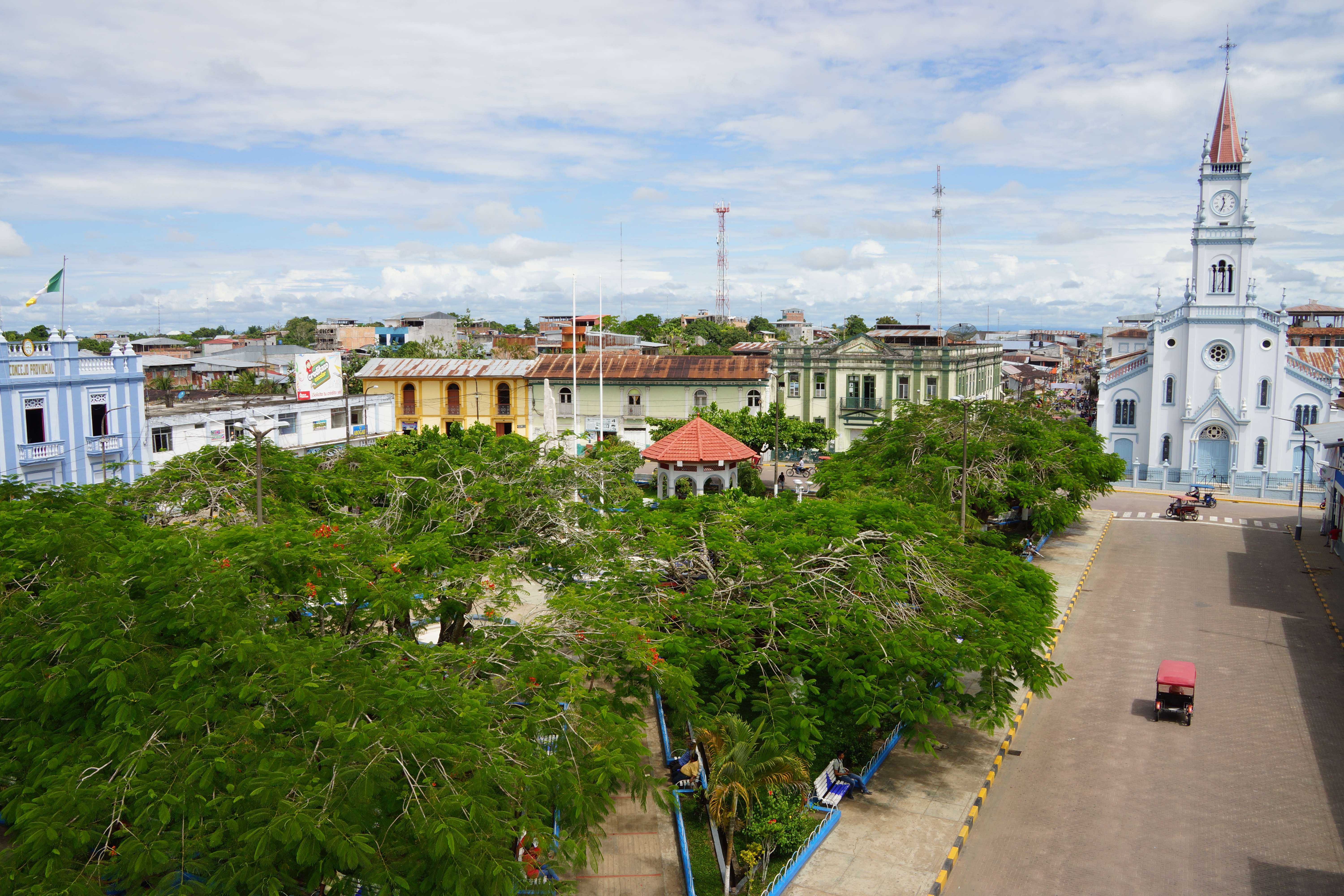
Yurimaguas
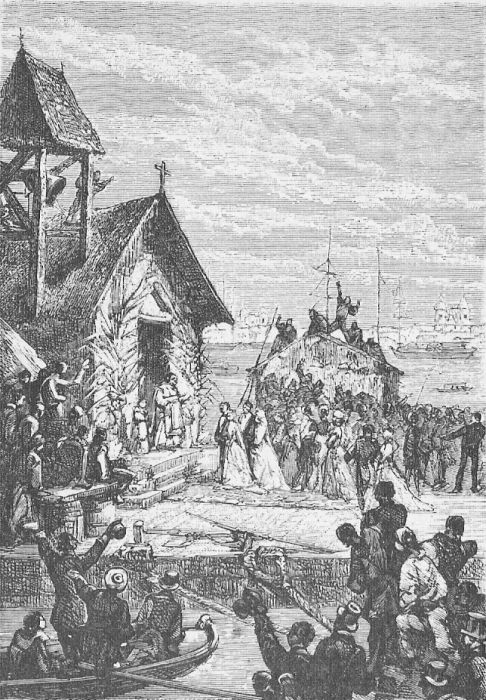
San Pablo de Nuevo Napeanos (antecesor de Iquitos)

Durante la Colonia, la capital de este vasto territorio fue Moyobamba, actual capital del departamento de San Martín.

### En la Intendencia de Trujillo
Fue parte de la Intendencia de Trujillo que llegó a tener nueve partidos que fueron Trujillo, Lambayeque, Piura, Cajamarca, Huamachuco, Chota, Moyobamba, Chachapoyas, Jaén y Maynas, este último partido anteriormente comprendía los territorios que actualmente son los departamentos de San Martín, Ucayali y Loreto. Esto generaba que la Intendencia de Trujillo fuera la más grande del virreinato del Perú al comprender casi todo el norte del Perú actual; su primer intendente fue Fernando Saavedra de 1784 a 1791. Después de este, le seguirían Vicente Gil de Taboada (1791-1805 y 1810-1820), Felice del Risco y Torres (provisional) (1805-1810) y el marqués de Torre Tagle (1820), quien dirigió la independencia de la Intendencia.
Fue parte del Gobierno de la Comandancia General de Maynas, que fue una división territorial del Imperio español en el virreinato del Perú, creada mediante una real cédula del 15 de julio de 1802.
Abarcaba los actuales departamentos peruanos de Amazonas, San Martín, La Libertad y Loreto.
En 1822 el Gobierno de Colombia envió al Perú a Joaquín Mosquera a solicitar la restitución de Maynas. El 25 de julio de 1824, el Congreso de la Gran Colombia dictó una ley de división territorial pretendiendo incluir en la provincia de Pichincha del departamento de Quito al Cantón de Quijos, según los límites que tenía al tiempo de creación del virreinato de Nueva Granada. Pretendía incorporar también al departamento del Azuay la provincia de Jaén de Bracamoros y Maynas. La negativa peruana a ceder los territorios desencadenó una guerra entre ambos países, la guerra grancolombo-peruana.
A partir de la ley del 21 de noviembre de 1832, Maynas fue integrada al territorio del nuevo departamento peruano de Amazonas, del cual se separó en 1853, cuando se crea un gobierno político en Loreto.
En la actualidad, tiene muy buenas relaciones con los departamentos de Huánuco, Áncash y departamentos que fueron parte de la Intendencia de Trujillo como San Martín, Ucayali y La Libertad.

### Periodo republicano

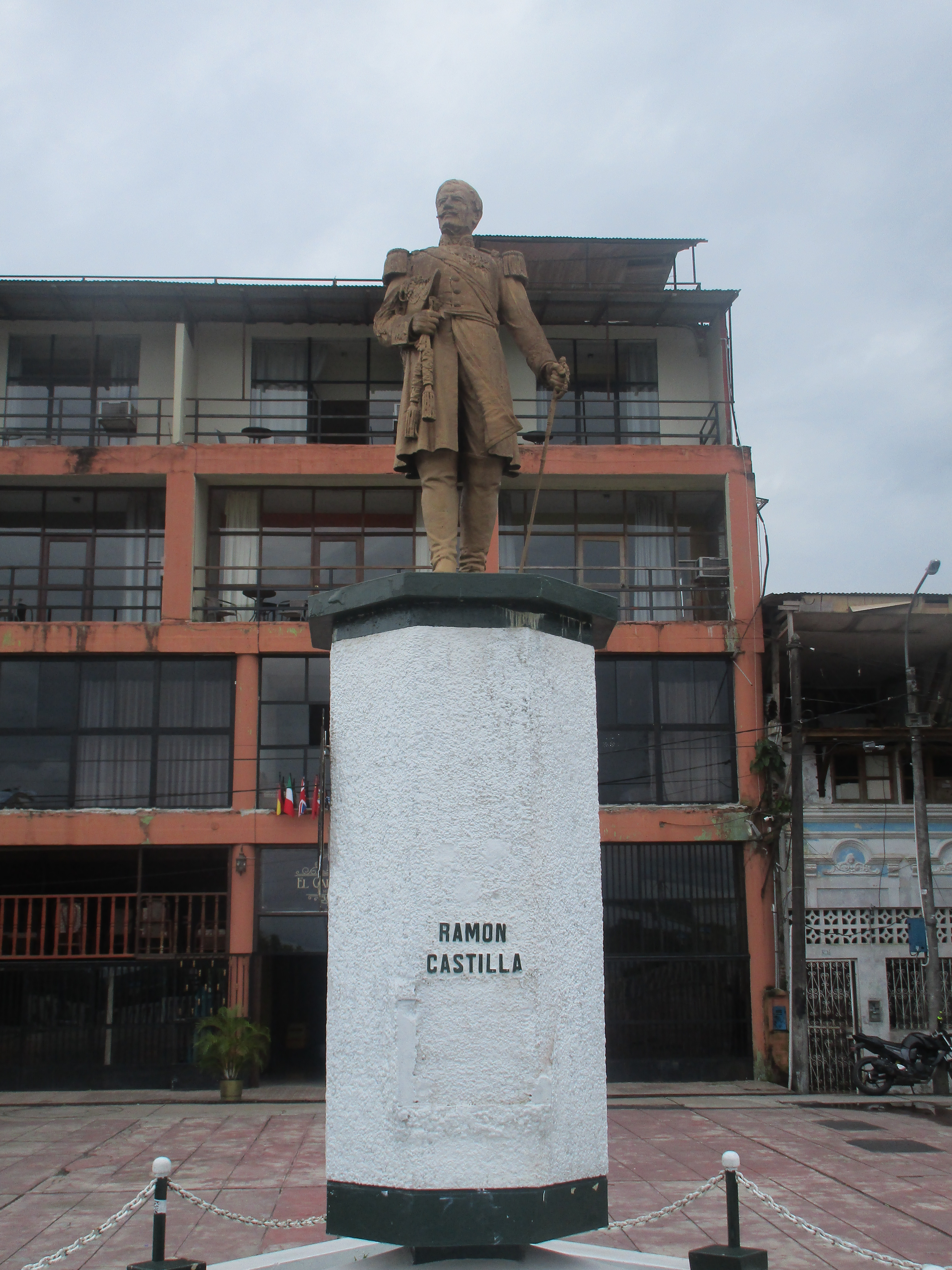
Ramón Castilla Presidente del Perú, fue el que inició la colonización y anexión oficial de la amazonia occidental a la República Peruana y posterior creación del departamento de Loreto, la hazaña le tomaría dos gobiernos no consecutivos, de (1845-1851) y (1858-1862).

El 1 de noviembre de 1832, el territorio conformado por las provincias de Chachapoyas y Maynas fueron escindidas del departamento de La Libertad para conformar el departamento de Amazonas, cuya sede de prefectura se estableció en la ciudad de Chachapoyas.
El 10 de marzo de 1853 el presidente Ramón Castilla escindió la provincia de Maynas de la jurisdicción de la prefectura de Amazonas, erigiéndola como Gobierno Político y Militar, posteriormente recategorizada como Provincia Fluvial de Loreto (15 de abril) y Departamento Marítimo y Militar (1861). El 7 de septiembre de 1866, fue creado el departamento de Loreto con capital en Moyobamba.
Entre 1885 y 1907, se desató la Fiebre del caucho, rompiendo con el ostracismo del periodo anterior debido al abandono de las misiones. Fue una época tanto de bonanza para los caucheros como de semiesclavitud para varios grupos indígenas durante la cual Iquitos se erigió como el puerto fluvial más importante de embarque de materias primas para su exportación. La Fiebre se vio detenida por la aclimatación de árboles de caucho en Asia y colonias europeas.
El 9 de noviembre de 1897 se escindió de su territorio un nuevo departamento de San Martín por lo que la sede fue trasladada a Iquitos esa misma fecha.
Durante los años comprendidos entre 1920 y 1938, el padre agustino y filólogo indigenista Lucas Espinosa, se encargó de la investigación comparativa del Kokama, Kokamilla y Omagua..
Mientras observaba y tomaba datos filológicos y tecnológicos directamente entre los indígenas de esta zona tanto de la amazonía peruana como colombiana, se documentaba en otras obras sobre esta materia siendo orientado en su arduo trabajo por los padres Agustín J. Barreiro y Pedro M. Vélez.
Tomó parte en una expedición oficial en el Amazonas con el capitán Francisco Iglesias Brage, cuyo patronato costeó los gastos para la publicación de su libro "Los Tupí del Oriente peruano, estudio lingüístico y etnográfico", impreso en Madrid el año 1935.
El 17 de diciembre de 2018, el Congreso de la República eliminó la exoneración del pago del IGV a la región Loreto que entrará en vigencia desde el 1 de enero de 2019.
Hoy día, las reservas de petróleo dan a Loreto perspectivas favorables para su desarrollo, así como el desarrollo intensivo del turismo ecológico y de aventuras.

Acontecimientos históricos en el territorio actual de Loreto
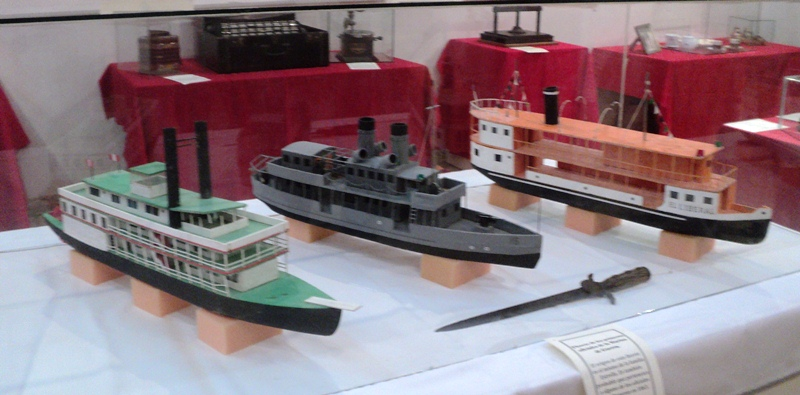
Llegada de los primeros barcos Próspero, Pastaza y Morona llegados a la Factoría Naval de Tarapacá en 1860, considerada el inicio de la anexión oficial de la amazonia.
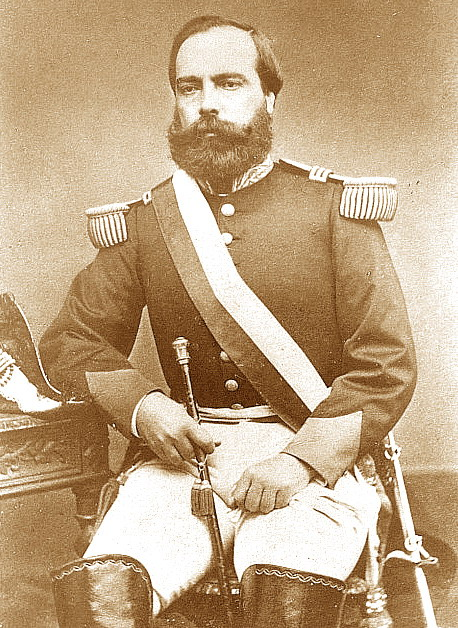
El presidente Mariano Ignacio Prado Ochoa crea oficialmente el departamento de Loreto en 1866.
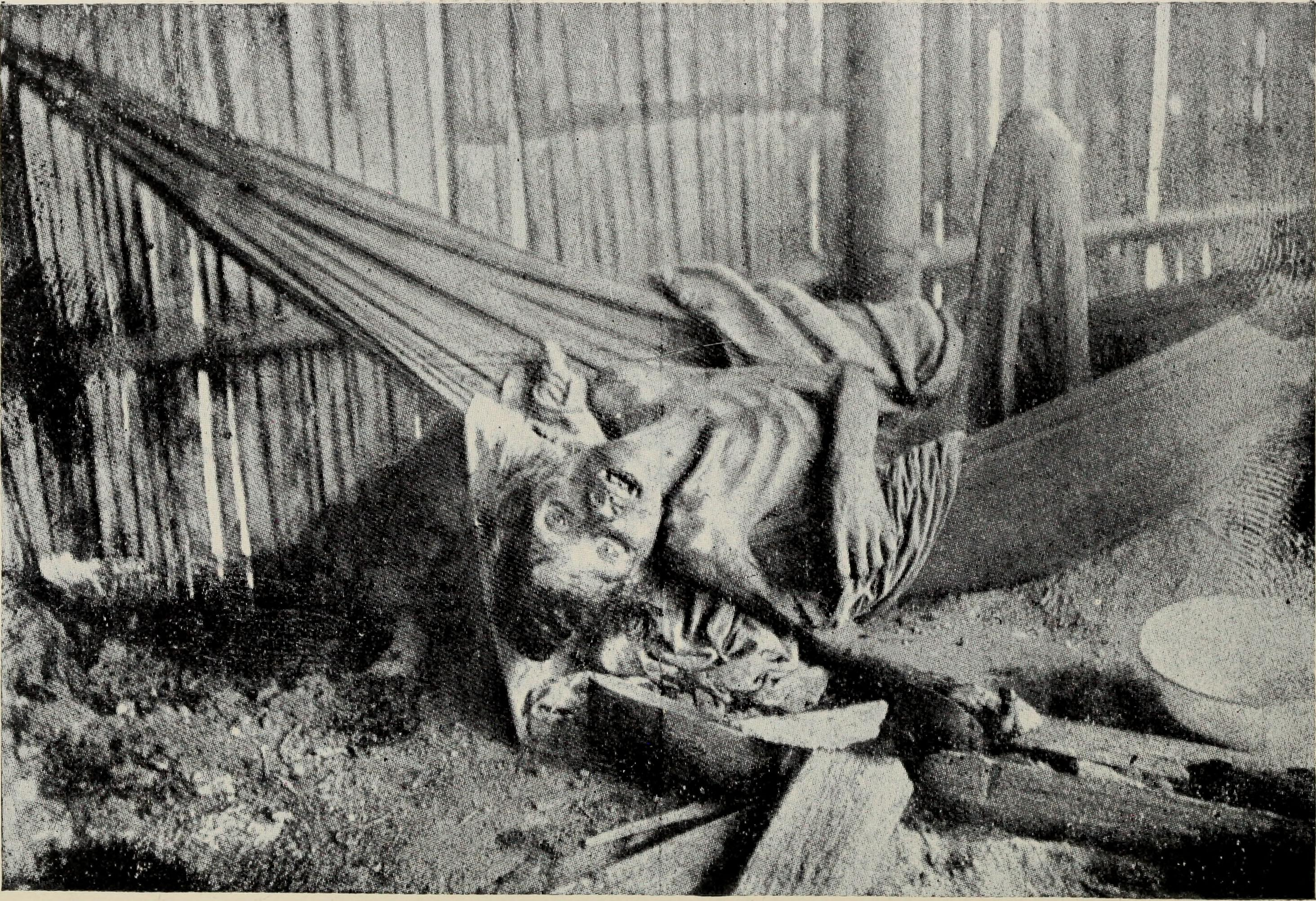
Genocidio del Putumayo de 1879 a 1912.
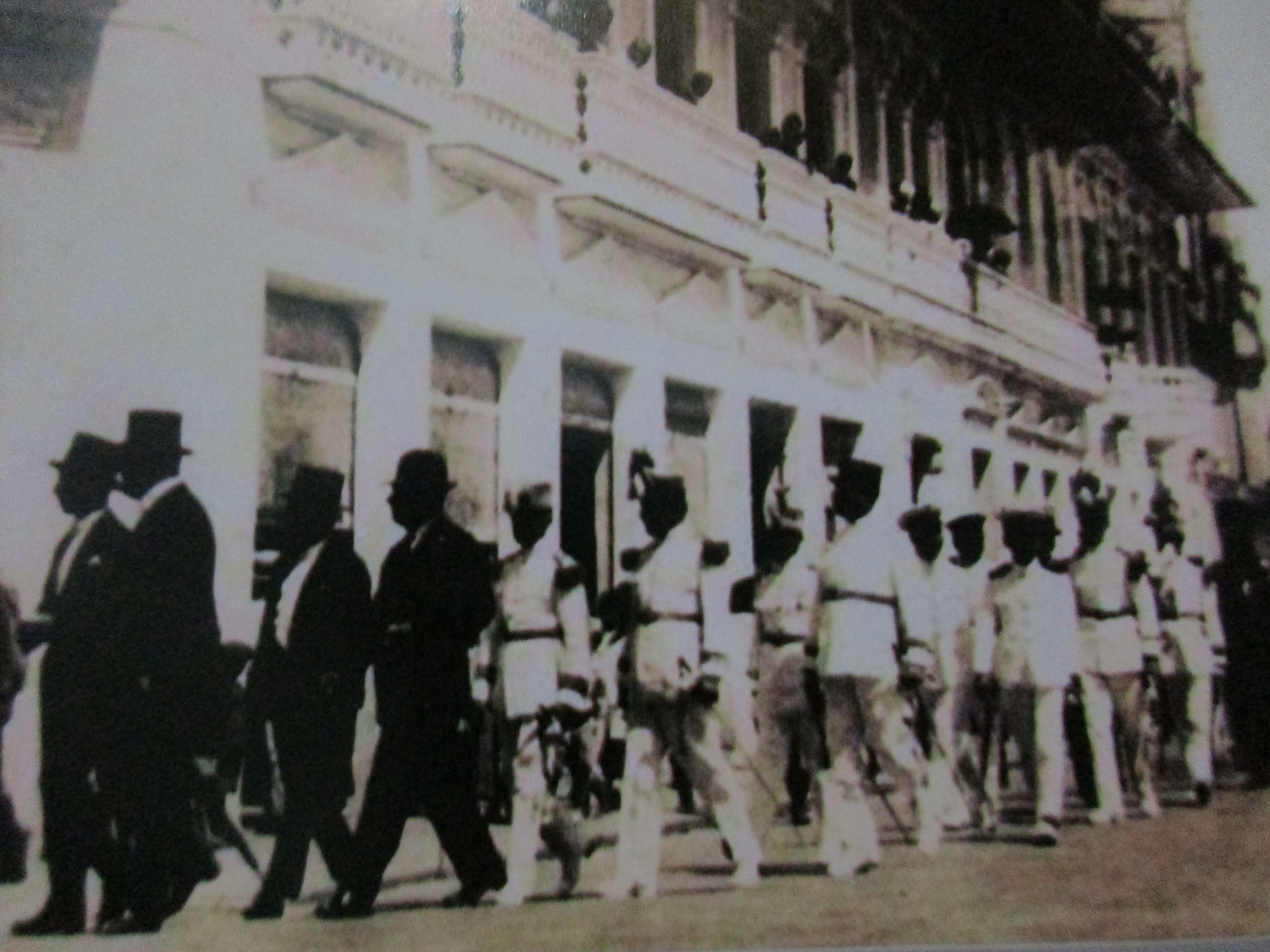
Fiebre del Caucho de 1880 a 1914.
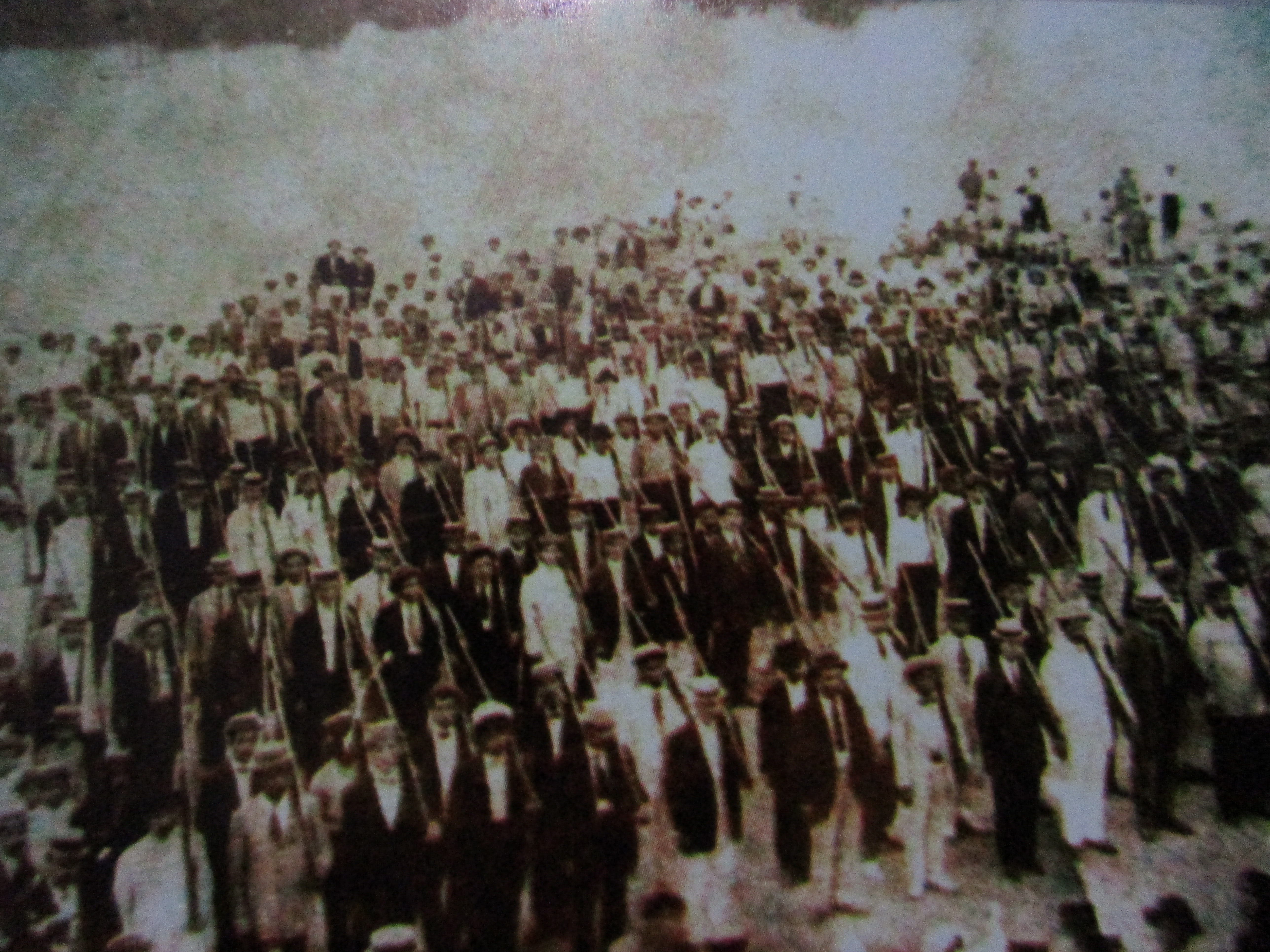
Insurrección loretana de 1896 y creación del Primer Estado Federal de Loreto.
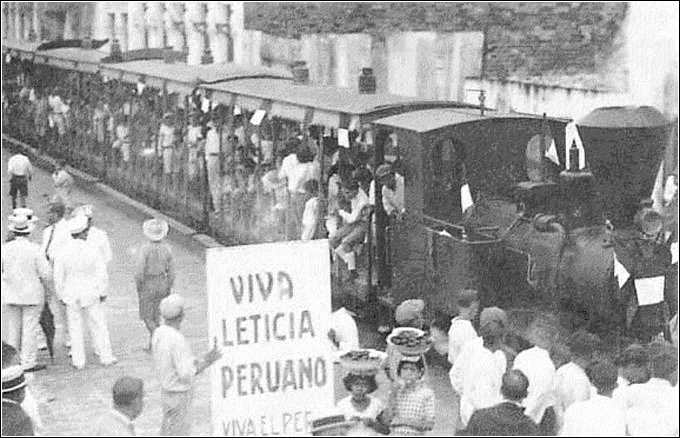
Incidente de Leticia y Guerra colombo-peruana de 1932 a 1933.
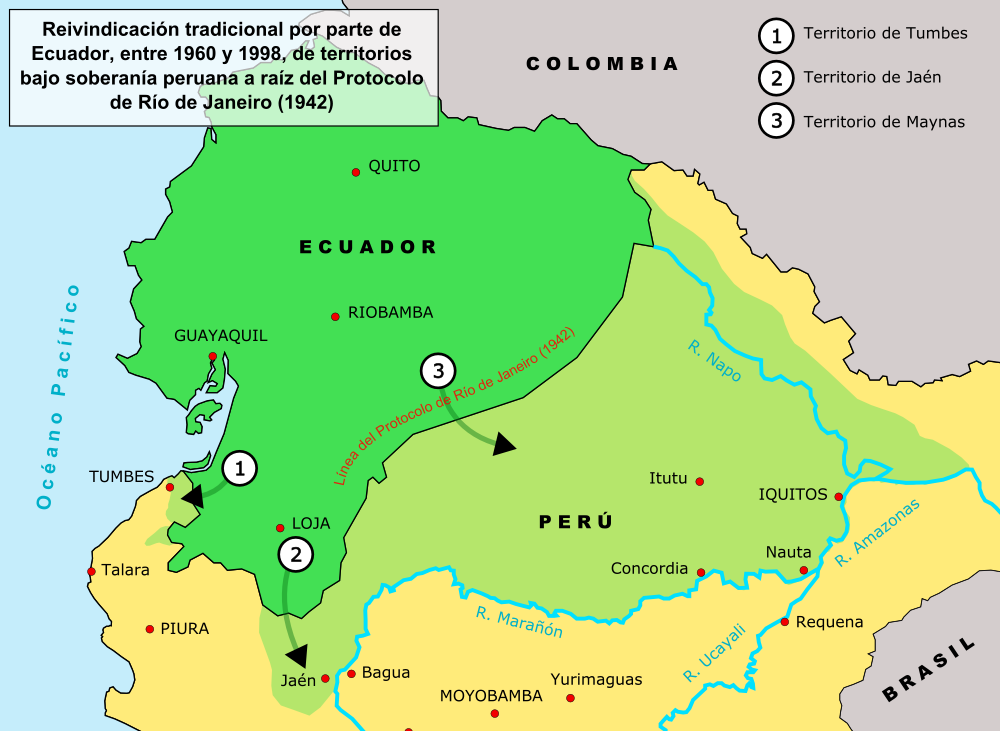
Guerra peruano-ecuatoriana de 1941 a 1942.

## Demografía

### Población

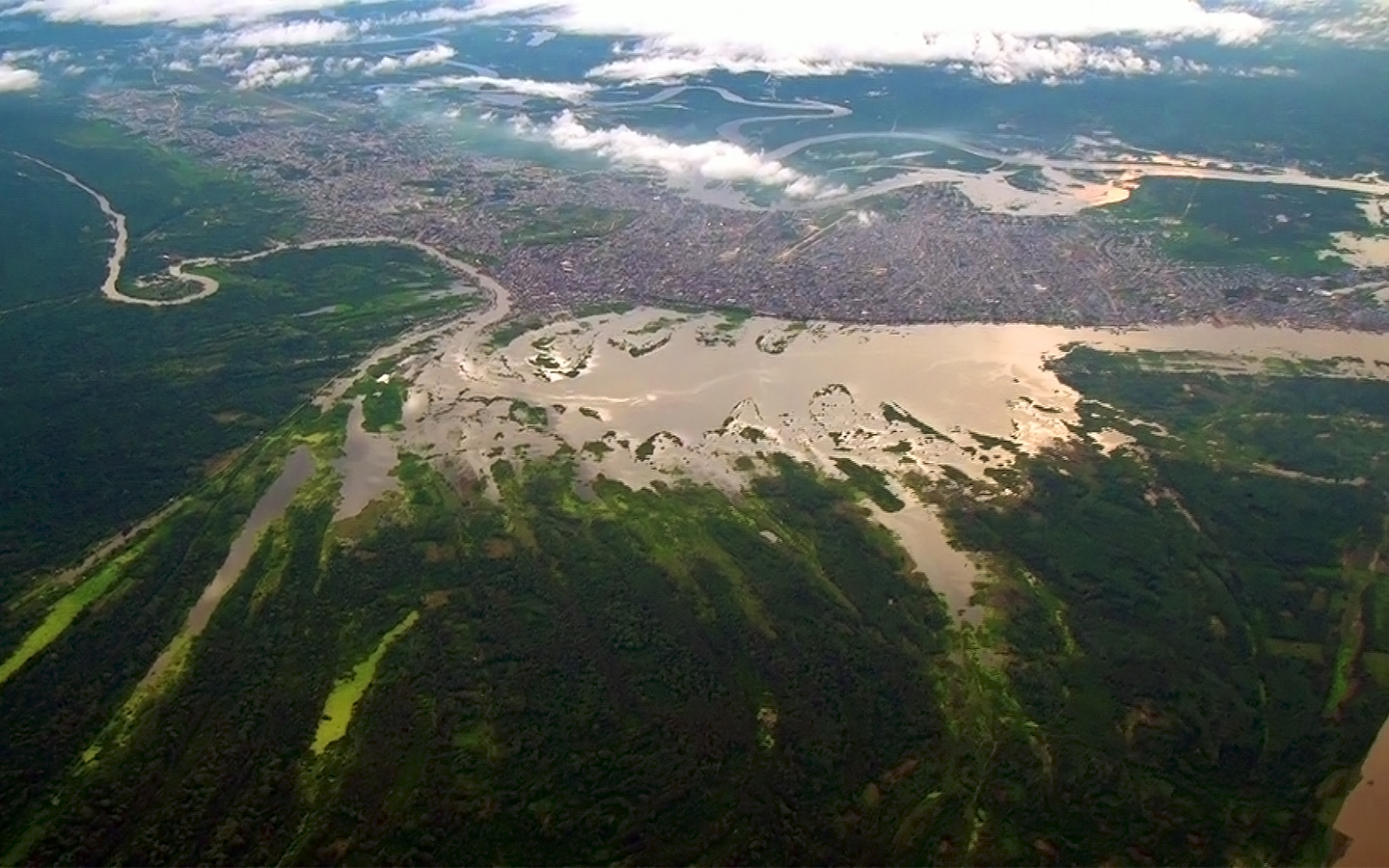
Iquitos, como capital de Loreto, es la ciudad más poblada de la región.

El Instituto Nacional de Estadística e Informática estima que la población de Loreto ha sido 1 039 372 en 2015, un incremento de 5.6 % desde las elecciones generales de Perú de 2011. Ha presentado un gran crecimiento anual entre el período 1993-2007, y consiguientemente ha presentado un ritmo más lento de población, a causa de la reducción de los niveles de fecundidad.
El departamento de Loreto tiene una gran desigualdad en la expansión poblacional, virtualmente dispersa debido a su escasa ocupación territorial. Loreto siempre se ha caracterizado por tener un proceso de crecimiento población bastante irregular, siguiendo patrones como de lunares. La mayor cantidad de habitantes está más concentrados en las áreas urbanas, en especial, la ciudad más poblada de la región, Iquitos. En contraste, las zonas urbanas tiene un crecimiento poblacional más rápido que las áreas rurales.
La alta tasa de fecundidad es contraria al proceso de urbanización con un alto nivel educativo, las mujeres deciden no tener más hijos dependiendo sus alcances informativos sobre la fecundidad y sus objetivos personales. Por otro lado, el promedio de hijos fallecidos es «25 hijos fallecidos por cada 100 mujeres de 12 y más años de edad». Este índice de mortandad disminuyó en comparación con el censo de 1993.
De acuerdo con las proyecciones realizadas por el Instituto Nacional de Estadística e Informática (INEI), para el año 2022 Loreto contaría con una población proyectada de 1.044.884 habitantes, la cual representaría el 3,1 por ciento de la población total nacional proyectada.
Las provincias más pobladas serían Maynas (559.603 hab),  Alto Amazonas (155.236 hab), Loreto-Nauta (73.271 hab), respectivamente. Por sexo, los hombres representarían el 51,6 por ciento y las mujeres el 48,4 por ciento de la población departamental. La tasa de crecimiento anual de la población en el 2022 habría sido de 0,8 por ciento.

#### Inmigración

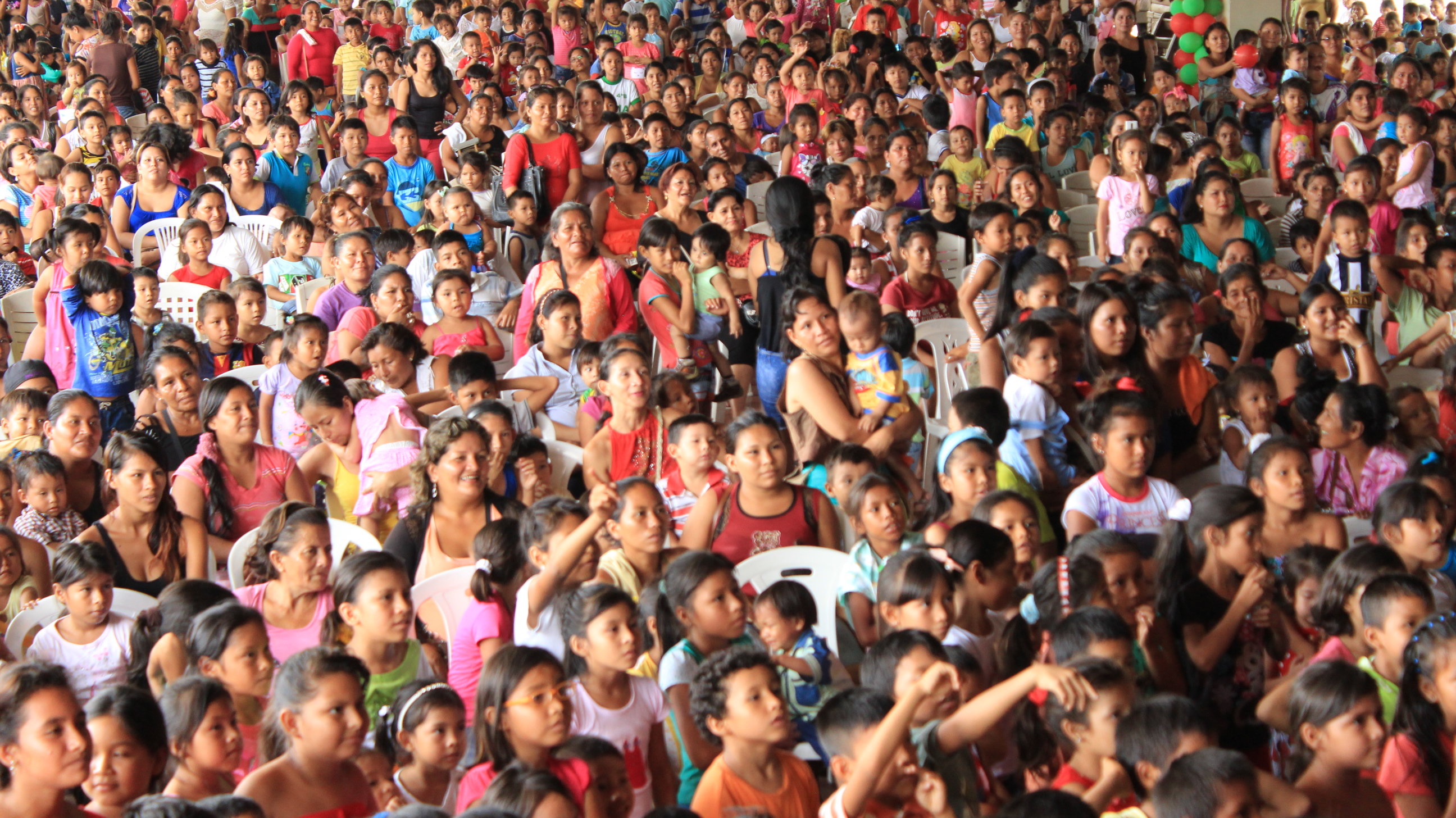
Personas de Iquitos, la capital regional ocupa el quinto puesto de ciudades más pobladas del Perú.

Según los resultados del censo peruano de 2007, el 93,1 % (830 053 habitantes) de Loreto viven en el lugar que nació, y el 6,9 % (61 679 habitantes) nacieron en un lugar diferente al empadronamiento. La población no nativa ascendió a diferencia del censo peruano de 1993. El 60 % de la población que migra a Loreto conforma de departamentos vecinos; de allí, el departamento de San Martín conforma la principal fuente de migración con 19 213 habitantes (32,6 %), mientras el departamento de Lima aporta con 8969 habitantes, (15,2 %). Otros departamentos con interesantes aportes migratorios son Cajamarca con 4005 inmigrantes (6,8 %); Amazonas con 2917 (4,9 %) y Piura con 2003 (3,4 %).
Mientras, la emigración se direcciona a la región Lima como preferida, con un total de 139 280 emigrantes. En el aspecto internacional, 13 779 hogares tienen al menos una persona viviendo en el extranjero de forma permanente. La provincia de Maynas registra el mayor índice de hogares con un pariente en el extranjero.

### Tasa de crecimiento poblacional de las principales ciudades
La tasa de crecimiento intercensal es el ritmo de crecimiento de una población en un determinado período de tiempo. Es calculada por el Instituto Nacional de Estadística e Informática (INEI) a través de la variación porcentual de la población entre dos censos sucesivos.
| Tasa de crecimiento intercensal (%) 2007-2017 |
|                                               |

Iquitos metropolitano muestra una baja tasa de crecimiento intercensal del (0.18%) con respecto a su masa poblacional
Nauta y Yurimaguas muestran una alta tasa de crecimiento intercensal del (2.48%) y (2.46%) con respecto a su masas poblacionales.

### Idiomas

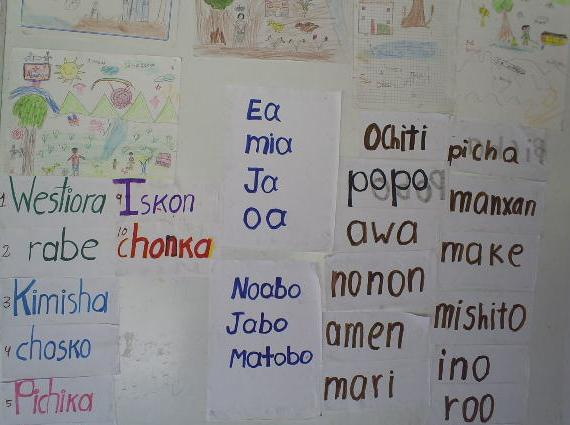
Escritura en idioma shipibo de algún jardín de niños del departamento

Loreto es una región enormemente plurilingüe. Se habla español (el más dominante), quechua, achuar, awajún, andoa, inglés, bora, kapanawa, candoshi, shawi, cocama, huambisa, huitoto, iquito, shiwilu, maijuna (orejón), mayoruna (matsé), muniche, ocaina, secoya, shipibo, taushiro, ticuna, urarina, yagua, yine (piro), zápara, etc. Existe una extraordinaria cantidad de familias lingüísticas registrados, y aun existen recientemente descubiertas que están en discusión.
El 92,6 % (707 281 personas) aprendió el castellano en su niñez, el 6,4 % (49 232) una lengua nativa amazónica y el 0,7 % (5635) quechua. En contraste, en el área urbana, el porcentaje de aprendizaje por una lengua nativa amazónica incrementó considerablemente en 172,9 %, y el aprendizaje por el quechua disminuyó a 16,5 %. En el área rural, similar a la urbana, las lenguas nativas amazónicas presentan protagonismo de 130,4 %, frente al quechua y aimara. Esto se ve reflejado por la revalorización y los movimientos culturales que intentan rescatar las lenguas nativas amazónicas en los últimos años.
Lamentablemente, el analfabetismo afecta principalmente a las poblaciones rurales con lenguas nativas amazónicas, que en el proceso, intentan aprender un idioma ajeno al suyo. La provincia de Datem del Marañón presenta el mayor índice de analfabetismo con 7,9 %, mientras Maynas presenta el menor índice con 2,5 %.

### Ciudades más pobladas
A continuación una tabla con las principales ciudades del departamento de Loreto:

### Distritos más poblados
En la actualidad, el departamento de Loreto está conformado por 53 distritos, de los cuales te presentaremos los 10 más poblados.
| N.º                 | Distrito          | Población | Capital           | Provincia     |
| ------------------- | ----------------- | --------- | ----------------- | ------------- |
| 1                   | Iquitos           | 144.463   | Iquitos           | Maynas        |
| 2                   | San Juan Bautista | 127.005   | San Juan Bautista | Maynas        |
| 3                   | Yurimaguas        | 83.554    | Yurimaguas        | Alto Amazonas |
| 4                   | Punchana          | 75.210    | Punchana          | Maynas        |
| 5                   | Belén             | 64.468    | Belén             | Maynas        |
| 6                   | Nauta             | 29.963    | Nauta             | Loreto        |
| 7                   | Requena           | 25.313    | Requena           | Requena       |
| 8                   | Contamana         | 23.883    | Contamana         | Ucayali       |
| 9                   | Napo              | 15.003    | Santa Clotilde    | Maynas        |
| 10                  | Fernando Lores    | 13.875    | Tamshiacu         | Maynas        |
| Fuente: INEI (2017) |                   |           |                   |               |

### Población  electoral
La población electoral del departamento de Loreto, actualizada para el año 2023, es de 727.229 habitantes, de los cuales 378.095 son hombres y 349.134 son mujeres según la base de datos del Jurado Nacional de Elecciones (JNE).

### Población electoral por provincia
La tabla muestra los números de electores hábiles para las elecciones regionales y municipales (2022) de la Oficina Nacional de Procesos Electorales (ONPE).
| N.º                 | Provincia               | N.º de Electores hábiles | Capital                  |
| ------------------- | ----------------------- | ------------------------ | ------------------------ |
| 1                   | Maynas                  | 379.484                  | Iquitos                  |
| 2                   | Alto Amazonas           | 93.980                   | Yurimaguas               |
| 3                   | Loreto-Nauta            | 51.206                   | Nauta                    |
| 4                   | Mariscal Ramón Castilla | 49.672                   | Caballococha             |
| 5                   | Requena                 | 48.643                   | Requena                  |
| 6                   | Ucayali                 | 47.597                   | Contamana                |
| 7                   | Datem del Marañón       | 44.899                   | San Lorenzo              |
| 8                   | Putumayo                | 7.260                    | San Antonio del Estrecho |
|                     | TOTAL                   | 722.741                  |                          |
| Fuente: (ONPE) 2022 |                         |                          |                          |

## Geografía
Loreto se ubica en la zona noreste de Perú. Comprende una vasta zona de la llanura selvática, surcada por numerosos ríos de gran caudal. Su territorio ocupa una superficie de 368 851 km², cuya extensión comparativamente equivale a un poco más de la mitad de Francia, es similar a la de Japón o Alemania, y superior a la de Italia o Reino Unido. 
Limita al noroeste, con las provincias de Sucumbíos, Orellana, Pastaza y Morona Santiago (Ecuador), al norte con los departamentos de Putumayo y Amazonas (Colombia), con el estado de Amazonas (Brasil) al sureste, con los departamentos de Ucayali y Huánuco al sur, y con los departamentos de Amazonas y San Martín al oeste.
El territorio de Loreto pertenece al denominado "Llano Amazónico", cuya altitud oscila entre 61 y 220 m s. n. m. Sin embargo, es posible distinguir dos tipos de terrenos: aluvial y colinoso, en los que se identifican islas, playas, orillares, meandros, terrazas y colinas bajas. En el departamento de Loreto no se puede hacer referencia a los pisos ecológicos determinándolos sobre la base de la altitud sobre el nivel del mar, sino más bien, como sub-pisos componentes del "Llano Amazónico". El geógrafo peruano Javier Pulgar Vidal lo clasifica en cuatro subregiones o pisos, de la siguiente manera:
- Sub-región de Restingas, Tahuampas y Bajos, de 80 a 120 msnm, comprendiendo la parte más baja.
- Sub-región de Alturas, de 120 a 180 msnm., conformado por terrazas y colinas bajas inundables con las grandes crecientes de los ríos.
- Sub-región de los Altos, de 180 a 250 msnm, conformado por tierras aptas para bosques de producción comercial.
- Sub-región de Empalme, de 320 a 400 msnm., cercana a la Selva Alta y con tierras con posibilidades para bosques de protección.

### Geología

#### Estratigrafía
La región Loreto presenta predominantemente rocas clásticas, representadas por las lutitas esmectitas cálcicas, limolitas y arenas canalizadas y algunos niveles de lignitos de la formación Pebas (espesor desde 700 –1000m.), con un color azulado típico y abundantes fósiles; el ambiente de sedimentación fue un mar interior de larga duración, confinado (Hoorn, 1993). Hacia arriba en la columna se distinguen sedimentos arenosos canalizados alternando con niveles arcillosos más caoliniticos con colores variados bioturbados con variadas icnofacies: el ambiente deposicional probablemente fue fluvial-estuarino (Fm. Nauta: 300 m). En la parte superior afloran las arenas blancas de La Fm. Iquitos, que corresponden a varios eventos de sedimentación fluviátil. Estas unidades constituyen los depósitos de Tierra firme.
En la parte sur de la región Loreto, sector de Contamana – Contaya, afloran rocas clásticas y carbonatadas del mesozoico (Formaciones: Agua caliente Chonta, Vivian y Cachiyacu) y las series de capas rojas con lodolitas, arcillitas, limolitas y areniscas del cenozoico (formaciones Yahuarango, Pozo, Chambira e Ipururo).
Los depósitos recientes están representados por sedimentos clásticos inconsolidados distinguiéndose arenas arcillas, gravas.

#### Estructura
La región Loreto comprende las subcuencas sedimentarias de Pastaza – Marañón, Amazonia y parte del Ucayali Norte. Estas cuencas están separadas por altos estructurales como el Arco de Contaya y Serra de Moa (límite entre Marañón y Ucayali); el arco de Iquitos que separa la cuenca Marañón de la cuenca Amazónica (abarca parte de Colombia y Brasil). Estos arcos (promontorios) están en actividad y juegan un rol muy importante en la sedimentación actual en las cuencas. En la parte Sur occidental ocurre la faja plegada y corrida (zona subandina) activa, que constituye el límite oriental del orógeno andino. El sobrescurrimiento Shanusi – Chazuta vergente al NE marca el límite entre la cuenca Marañón y la cuenca Huallaga: este accidente cabalga el arco de Contaya orientado ONO – ESE. Cabe señalar que algunas fallas secundarias presentan actividad neotectónica como la Falla Víctor Raúl en el cuadrángulo de Súngaro.

#### Ambientes deposicionales
Se puede diferenciar dos grandes sistemas deposicionales actuales en la región Loreto: al SSE del río Marañón la cuenca de agradación fluviátil (Pleistoceno-Holoceno), que corresponde a la depresión de Ucamara, y al NO el sistema de Abanico aluvial del Pastaza (Holoceno).

#### Geodinámica
La geodinámica actual es muy activa en la región Loreto directamente influenciados por la actividad tectónica, dinámica fluviátil y los factores climáticos. Los fenómenos naturales resultantes son: Inundaciones estaciónales y periódicas, fenómenos de arenamiento, derrumbes o deslizamientos frecuentes en los barrancos de los ríos y ocasionalmente vientos huracanados.

#### Geomorfología
La planicie Amazónica en la región Loreto, constituye una zona de agradación fluviátil conocida como cuenca Marañón. Esta limitada hacia el Este por el Arco de Iquitos, que constituye un alto topográfico activo, y hacia el Oeste por la zona subandina y el arco de Contaya. Esta área en el Pleistoceno-Holoceno correspondió a una depresión (Ucamara) rellenada por sedimentos fluvio-aluviales. En el sector Noroccidental se distingue el Abanico del Pastaza que corresponde al depósito de un abanico aluvial con sedimentos volcano sedimentarios, cuya fuente de alimentación es una zona volcánica localizada en Ecuador.
La zona del arco de Contaya, localizada al sur de la región Loreto corresponde a un alto estructural activo, cuyo origen probablemente está relacionado con un promontorio (bulge) típico en los sistemas de cuencas antepaís. Estas geoformas son el resultado de movimientos y deformaciones crustales en un contexto de subducción de bajo ángulo de la placa oceánica de Nazca debajo de la placa continental sudamericana; posteriormente han sido modeladas por diferentes factores climáticos, procesos geodinámicos externos y actividad tectónica.
Localmente se distinguen formas asociadas a la dinámica fluviátil como llanuras aluviales y terrazas altas. También ocurren algunas lomas o colinas con variadas pendientes las cuales están asociadas a afloramientos de las unidades litoestratigráficas (formaciones) y Neógenas (Pebas, Nauta y arenas de Iquitos).

#### Fisiografía
El relieve en la región Loreto comprende mayormente una zona de selva baja (90 a 500 m s. n. m.) con pequeños gradientes, con un gran porcentaje (32.51 %) de llanura aluvial inundable estacional y permanente. También se distinguen al Sur de la región una zona montañosa con relieves que pasan los 1000 m s. n. m., correspondientes a la región de Contamana, Arco de Contaya y Sierra del Divisor. Las superficies en la región Loreto muestran predominantemente un relieve plano (ríos y su zonas de influencia) y en el sector meridional ondulado (colinas). Esta zona colinosa ha sido profundamente disectada por una red de drenaje subparalelo.
Como consecuencia de los procesos existen dos zonas muy marcadas, el terreno bajo periódicamente inundable se denomina regionalmente bajeal y cuando está cubierto por el agua, tahuampa.
El cuadro presenta los tipos de paisaje dominantes en la región:
| N.º                  | PAISAJES                                |
| -------------------- | --------------------------------------- |
| 1                    | Paisaje de llanura aluvial inundable    |
| 2                    | Llanuras meándricas                     |
| 3                    | Pantanos                                |
| 4                    | Aguajales                               |
| 5                    | Terrazas bajas                          |
| 6                    | Paisaje de llanura aluvial no inundable |
| 7                    | Paisaje colinoso                        |
| 8                    | Montañas                                |
| Fuente: GOREL, 2003b |                                         |

#### Hidrología e Hidrografía
La Región Loreto está integrada por una extensa red hidrográfica, en la que sobresalen las principales cuencas: Amazonas, Ucayali, Marañón, Huallaga, Morona, Pastaza, Tigre, Corrientes, Tapiche, Napo, Putumayo, Yavarí y otros. Los ríos son caudalosos, de recorrido meándrico y aguas cargadas de sedimento, que tienen su origen en los andes, y de ríos menores de origen amazónico, riachuelos y lagos meándricos de aguas cargadas de material húmico.
La Selva Baja o Llanura Amazónica de Loreto, está presentada por dos paisajes claramente distinguibles: las tierras bajas que corresponden a la llanura de inundación de los grandes ríos y las tierras altas que corresponden a la llanura interfluvial. Las numerosas quebradas que drenan el agua de las lluvias modelan el territorio de las tierras altas produciéndose un sistema de colinas poco elevadas de cima redondeadas, vertiente convexa que le da un aspecto ondulado.
Existen numerosos lagos en la región, la mayoría ocupan cauces abandonados de los ríos. Las áreas más influenciadas por las inundaciones se encuentran en la subcuenca Pastaza-Marañón. Las inundaciones son a menudo estacionales, aunque algunos ríos con pequeñas áreas de drenaje pueden presentar inundaciones de corta duración después de fuertes tormentas.
El Amazonas constituye la cuenca fluvial navegable más grande del mundo y la de mayor caudal, habitada por una rica flora y fauna acuática silvestre,  tiene sus orígenes en las nacientes más lejanas del Ucayali - Apurímac. Toma el nombre de Amazonas, desde la confluencia de los ríos Marañón y Ucayali, cerca de la ciudad de Nauta, localizada en la margen izquierda del río Marañón. La longitud del Río Amazonas en el Perú, es de aproximadamente 3 762 km. y llega a su desembocadura a los 6 762 km. ubicándose como el más largo del mundo.
Tiene un lecho muy sinuoso con numerosas curvas que son amplios meandros de gran radio y que evolucionan constantemente. El volumen de sus aguas es muy importante y su ancho entre riberas es de 4 km en la confluencia del Ucayali y Marañón, luego fluctúa entre 2 y 5 km, la velocidad de sus aguas es de 4 km/h frente a Iquitos y su profundidad varía entre 10 y 30 metros. Su lecho mayor de inundación es muy amplio y en algunos sectores abarca decenas de kilómetros. El fondo de su lecho es móvil y está constituido esencialmente por arena y limo. Durante el estiaje quedan al descubierto extensas playas que son cultivadas. La erosión en las riberas es un fenómeno generalizado y en algunos sectores alcanza gran intensidad como en el caso de Iquitos.
El principal afluente del Amazonas en suelo loretano es el río Napo, que nace en el país de Ecuador y delimita el territorio peruano desde su confluencia con el río Yasuní, por la margen derecha y a partir de su confluencia con el Aguarico, penetra a las tierras del departamento de Loreto. Desemboca en el Amazonas, por su margen izquierda, cerca a la población de Francisco de Orellana. El ancho del río Napo varía de 1,5 a 3,0 km.
Dos ríos importantes que recorren Loreto son los formadores del Amazonas: Ucayali y Marañón, que con sus afluentes recorren aproximadamente las dos terceras partes de la superficie de Loreto.
Otros tributarios importantes del río Amazonas, en el departamento de Loreto, son los ríos Nanay con una longitud aproximada de 370 km, Itaya, Ampiyacu, por la margen izquierda y por la margen derecha los ríos Cochiquinas y Yavarí por margen derecha. El cauce del río Yavarí, marca el límite del Perú con el Brasil a lo largo de todo su recorrido, es un río de curso muy sinuoso y una longitud aproximada de 1 200 km. Sus mayores afluentes son los ríos Gálvez y Yaraví - Mirin. El río Putumayo, establece el límite del Perú con Colombia; desde su confluencia con el río Güeppí hasta la desembocadura del río Yaguas, alcanzando una longitud de 1380 km. Penetra luego a territorio colombiano y después al de Brasil, para desembocar en el río Amazonas en territorio brasilero.
El río Ucayali, tiene sus nacientes en los orígenes del río Apurímac, que están en el Nevado del Misti a 5597 m s. n. m., provincia de Cailloma, departamento de Arequipa. Toma el nombre de Ucayali, en la confluencia del río Tambo con las aguas del río Urubamba. El Ucayali tiene un lecho muy sinuoso y con meandros que se suceden continuamente. El Alto Ucayali, aguas arriba de la desembocadura del río Pachitea, se caracteriza por la velocidad de sus aguas y la existencia de altas terrazas no inundables. En el bajo Ucayali, al norte de la confluencia del río Pachitea se acentúan cantos rodados. La erosión en sus riberas es intensa, igual que la divergencia de su lecho. Tiene numerosos afluentes, siendo los mayores: Pachitea, Aguaytia y Pisqui por la margen izquierda y los ríos Tamaya, Abujao y Tapichi, por la margen derecha. Estos últimos tienen una gran riqueza ictiológica, siendo el Paiche la especie ictícola que más abunda y cuyo consumo es tradicional. El Ucayali es navegable desde Atalaya, ubicado en la confluencia del Tambo, con el Urubamba. El principal puerto es Pucallpa, otros son: Masisea, Contamana, Requena.
Otro río importante es el Marañón, que tiene sus orígenes en el Nevado de Yarupa a 5 800 m.s.n.m., ingresa al departamento de Loreto, después de atravesar el gran cañón fluvial conocido con el nombre de "Pongo de Manseriche". Afluentes importantes del Marañón en territorio de Loreto son los ríos: Morona, Pastaza y Tigre, que desembocan sus aguas por la margen derecha del río Huallaga.
Entre los principales lagos y lagunas tenemos el lago Rimachi, situado al margen derecho del río Pastaza con una superficie de 79 km; la laguna de Pavayacu situado al margen derecho del río Marañón al sur de la desembocadura del río Pastaza, con 10 km de longitud y la laguna de Quistococha, cerca de la ciudad de Iquitos de 210 km2.
La gran depresión de Ucamara ubicada entre la intersección de los ríos Ucayali y Marañón, caracteriza al departamento de Loreto, en ésta se registra la mayor superficie de cuerpos de agua por unidad territorial. Los lechos fluviales que son muy amplios, no cuentan con cantos rodados, exceptuando el Alto Ucayali y sus afluentes, así como el curso alto de algunos ríos del suroeste que nacen en la Selva Alta.
La característica predominante de los lechos fluviales es la presencia de extensas playas en las orillas convexas de los meandros. Estas playas son utilizadas para el cultivo de arroz, maní y otras que tienen rápido crecimiento y cosecha. Los ríos divagan constantemente y al hacerlo abandonan sus lechos que se transforman en lagunas conocidas como "Cochas" y "Tipishcas".

### Topografía

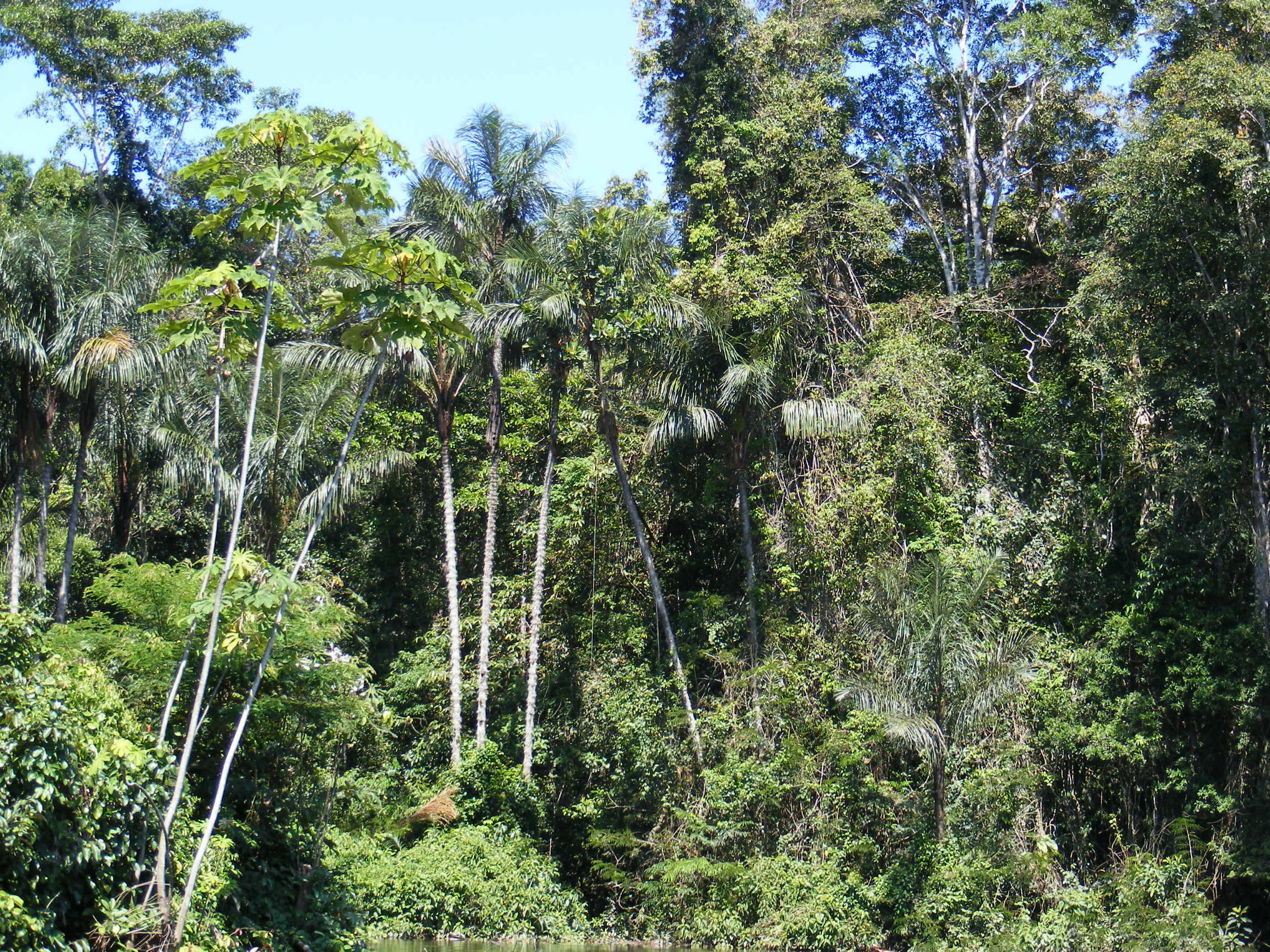
Loreto posee una densa vegetación amazónica

Loreto está ubicado en el noreste de Perú. Conforma la región más grande del país, ocupando el 28 % del actual territorio peruano. Además, es la séptima mayor entidad subnacional de Sudamérica y de toda la América Latina. En tamaño, comparte casi la misma superficie con Japón y Alemania.
La región posee un gran fragmento de la Cuenca del Amazonas, llena de densa vegetación, con colinas de poca elevación, y marcado por innumerables ríos y tributarios, y el enorme río Amazonas, es el río más largo de la Tierra.

### Clima

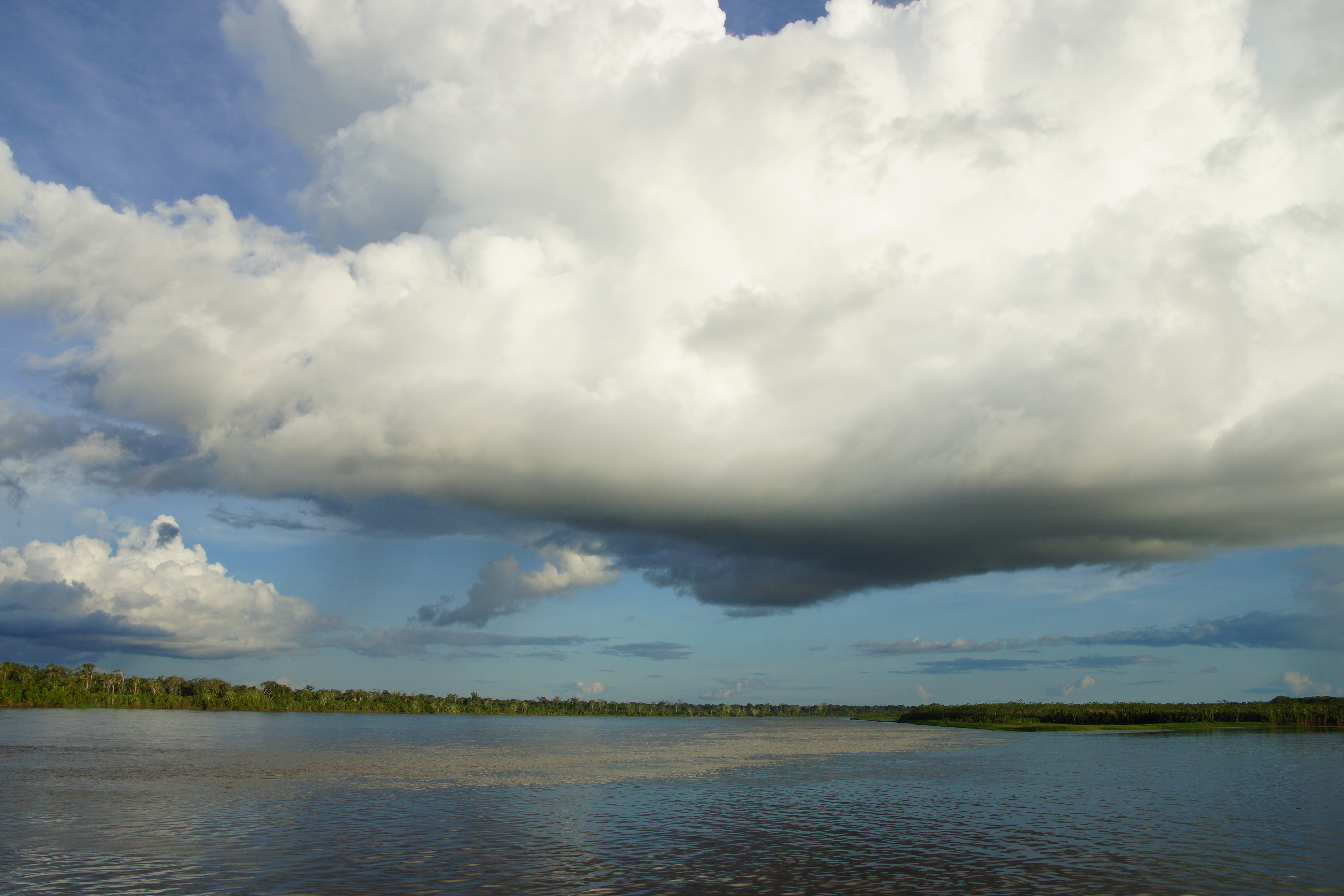
Río Marañón

Según la clasificación climática de Köppen, Loreto experimenta un clima ecuatorial (Af). SENAMHI, la entidad meteorológica del Perú, denomina al clima de la región como «cálido húmedo tropical». En todo el año registra altas temperaturas que superan los 25 °C. La máxima temperatura absoluta supera los 35 °C, y la menor ha sido 11 y 18 °C.
La temperatura promedio anual es de 26,95 °C, variando entre 20,96 °C y 32,33 °C entre la máxima y mínima diaria. Noviembre es registrado como el mes más caliente para Loreto.
Las lluvias llegan a los 2827 mm/año. La temporada de lluvias conforman desde el mes de diciembre a mayo, siendo abril el más húmedo de todos. Existe un alto índice de humedad en todo el año, junto a la evapotranspiración, que llegan a un porcentaje de 88 %, con mayo siendo el más húmedo con 89,72 %, y octubre siendo el menos húmedo con 81,94 %.
La radiación solar registra 4.2 horas/día aproximadamente.

## Fauna
La fauna en la región Loreto es variada y se encuentran especies como Lagarto, otorongo, boa, anaconda (Eunectes murinus), sajino, sachavaca, venado, ronsoco, mono, perezoso, tortuga, loros, delfín rosado (Inia geoffrensis), etc. Entre las especies amenazadas en peligro de extinción están el jaguar, el lagarto negro, el manatí, diversas tortugas de río, la nutria de río, el guacamayo rojo, el delfín rosado y el paiche. Estas especies habitan en la reserva nacional Pacaya-Samiria.

## Flora
Loreto presenta una abundante flora, se encuentran especies como Victoria regia, orquídea, bromelia, aguaje, palmera, caoba, tornillo (planta), shiringa, cedro, arbustos, etc

## División administrativa
El departamento de Loreto se divide en ocho provincias.

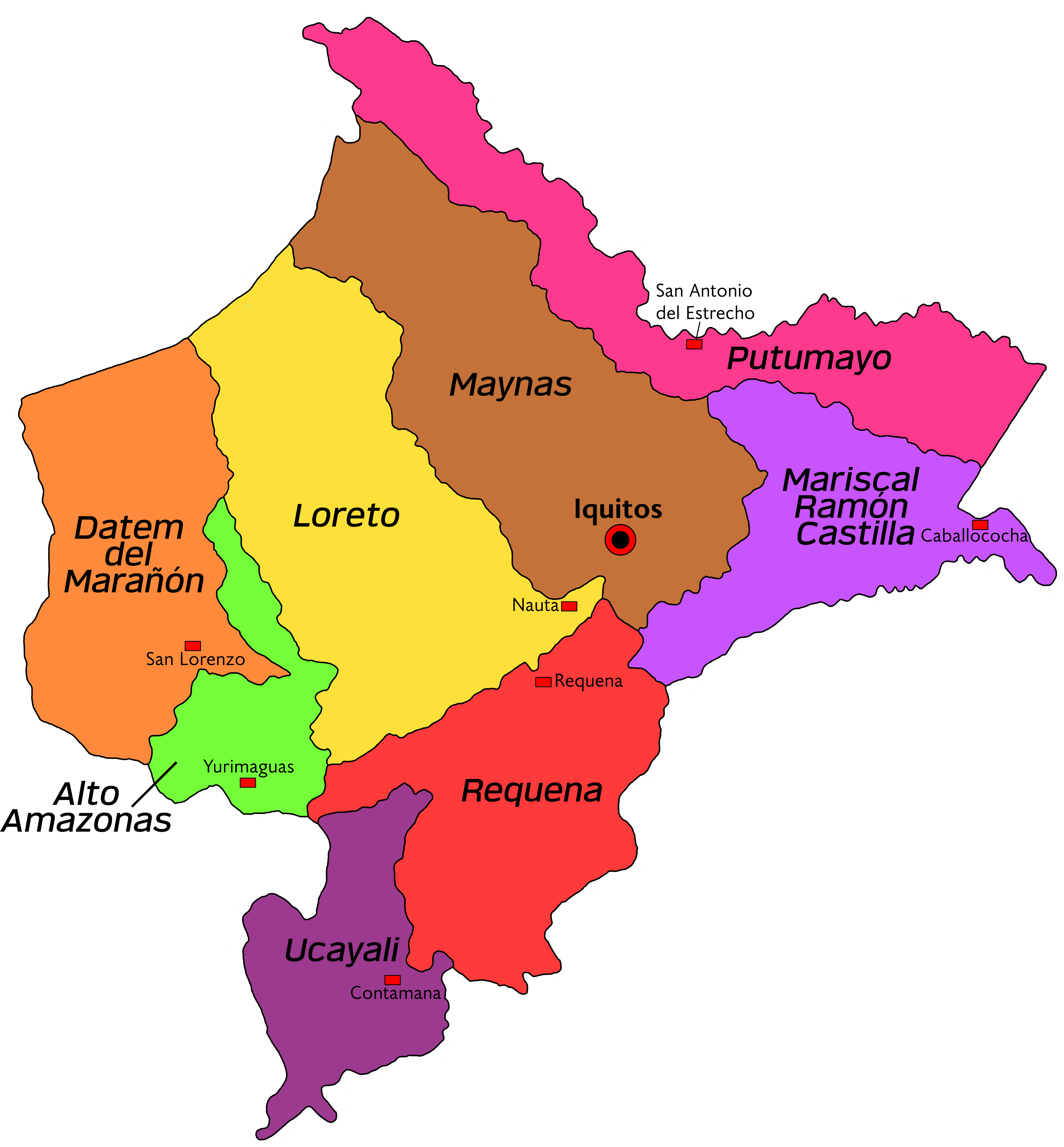
Mapa conceptual del departamento de Loreto

### Principales provincias según la cantidad de población
| N.º | Provincia               | Capital                  | Población oficial (2017) | Proyección poblacional al 2023 | Superficie (km²) | Centros Poblados y Caseríos. | Número de distritos | Altitud (m s. n. m.) |
| --- | ----------------------- | ------------------------ | ------------------------ | ------------------------------ | ---------------- | ---------------------------- | ------------------- | -------------------- |
| 01  | Maynas                  | Iquitos                  | 479 866                  | 563 804                        | 75 069.16        | 670                          | 11                  | 106                  |
| 02  | Alto Amazonas           | Yurimaguas               | 122 725                  | 161 265                        | 18 839.02        | 359                          | 6                   | 106                  |
| 03  | Loreto                  | Nauta                    | 62 437                   | 74 643                         | 67 434.12        | 294                          | 5                   | 111                  |
| 04  | Requena                 | Requena                  | 58 511                   | 64 830                         | 49 680.46        | 216                          | 11                  | 114                  |
| 05  | Ucayali                 | Contamana                | 54 637                   | 63 265                         | 29 267.15        | 204                          | 6                   | 134                  |
| 06  | Mariscal Ramón Castilla | Caballococha             | 49 072                   | 61 310                         | 37 064.54        | 225                          | 5                   | 74                   |
| 07  | Datem del Marañón       | San Lorenzo              | 48 482                   | 64 177                         | 46 640.93        | 326                          | 6                   | 133                  |
| 08  | Putumayo                | San Antonio del Estrecho | 7780                     | 9072                           | 45 927,89        | 81                           | 5                   | 102                  |

## Economía

### Explotación Petrolera
La historia de la explotación petrolera en Loreto se remonta a 1971, cuando se iniciaron las labores extractivas en el Lote 8 y 192 (antes Lote 1AB), ubicados en las cuencas del Corrientes, Tigre, Marañón (Provincia de Loreto-Nauta) y Pastaza (Actual Provincia de Datem del Marañón) ha sido realizada por diferentes empresas, como Petroperú, Occidental Petroleum Company (OXY), Pluspetrol y Perenco, bajo la supervisión y concesión del Estado peruano.
Loreto ha significado un importante ingreso económico para el Estado peruano y para la región, a través del canon petrolero y otros mecanismos de redistribución. Sin embargo, estos recursos no se han traducido en una mejora sustantiva de las condiciones de vida de la población loretana, que sigue presentando altos índices de pobreza, desnutrición, analfabetismo, exclusión y corrupción.
Según el INEI, es el segundo departamento con mayor producción de petróleo en el Perú, después de Piura. En el 2020, Loreto produjo 8 571 000 barriles de petróleo, lo que representa el 28,6% del total nacional. La explotación del petróleo representa el 16,8% del PBI regional de Loreto, siendo su principal actividad económica por encima de sectores como comercio, agricultura, ganadería, caza, silvicultura, etc.
Loreto recibió por concepto de canon y sobrecanon petrolero, durante el 2020, S/ 62 millones como producto de desarrollo de proyectos del sector hidrocarburos. Estos recursos se distribuyeron entre el gobierno regional, los gobiernos provinciales y distritales, y las universidades. Además, estos recursos han sido objeto de disputas políticas, corrupción, ineficiencia, mezquindad en su gestión y ejecución que para muestra un botón la provincia de Loreto-Nauta más conocido como la provincia petrolera a pesar de contar con los lotes más importantes que son el (Lote 192 y 8) en su territorio y ser la tercera provincia más poblada, en las últimas décadas el Gobierno Regional de Loreto prefiere invertir más en otras provincias que no producen petróleo desatando así la indignación de los habitantes indígenas; la última protesta de gran impacto fue la toma del campamento Percy Rosas en el distrito de trompeteros Lote 8.
Según un estudio de la Universidad de Harvard, entre el 2009 y el 2018, Loreto solo ejecutó el 47% del presupuesto asignado por canon y sobrecanon petrolero.

### Agricultura
Loreto tiene un poder económico importante. De las 36 885 1956 hectáreas de la superficie loretana, 26 062 315 hectáreas son para la producción económica. La producción agrícola conforma el mayor porcentaje en la región con 5,4 % de la superficie total, y se caracteriza por realizar la actividad de cortar y quemar. La producción está orientada al «autoconsumo local» y el «abastecimiento interno regional». Hablando por provincia, la producción agrícola es relativamente variada e insertada. La provincia de Maynas produce fréjol (Phaseolus vulgaris), yuca (Manihot esculenta), plátano (Musa × paradisiaca), limón (Citrus × limon) y naranja; la provincia de Alto Amazonas produce maíz (Zea mays) y arroz (Oryza sativa); la provincia de Requena produce fréjol, plátano y yuca; las provincias de Loreto y Ucayali producen plátano y fréjol; y la provincia de Mariscal Ramón Castilla arroz. La producción de arroz, yuca y maíz tuvo mayor crecimientos en los últimos años.

Producción agrícola de la región Loreto
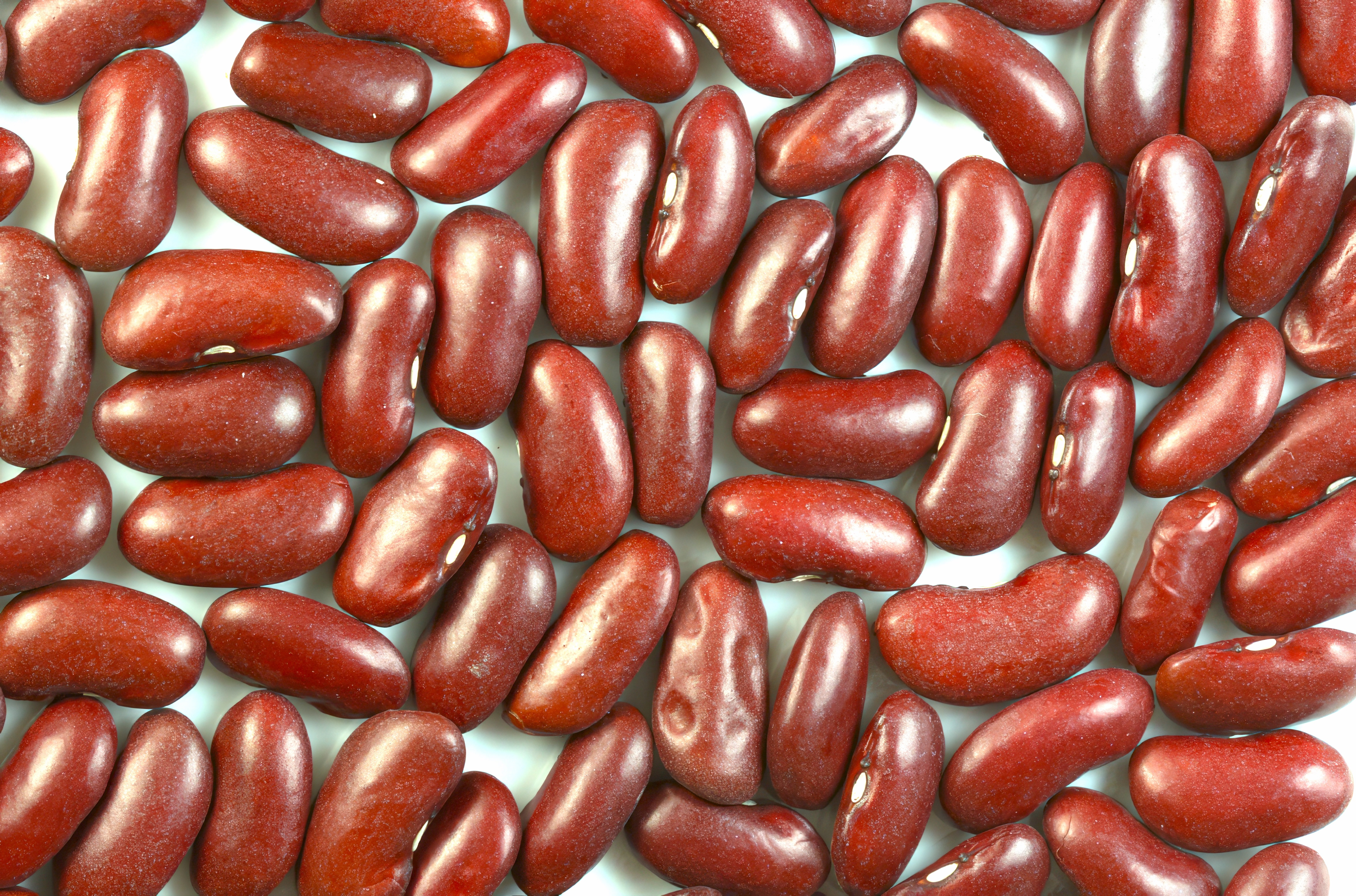
Phaseolus vulgaris Fréjol
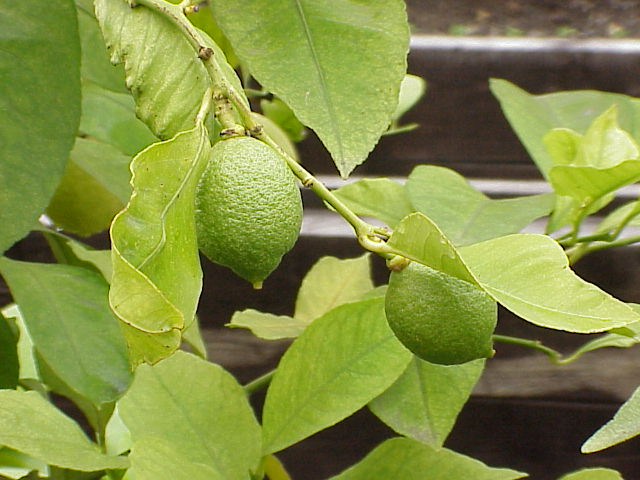
Citrus × limon Limón Verde
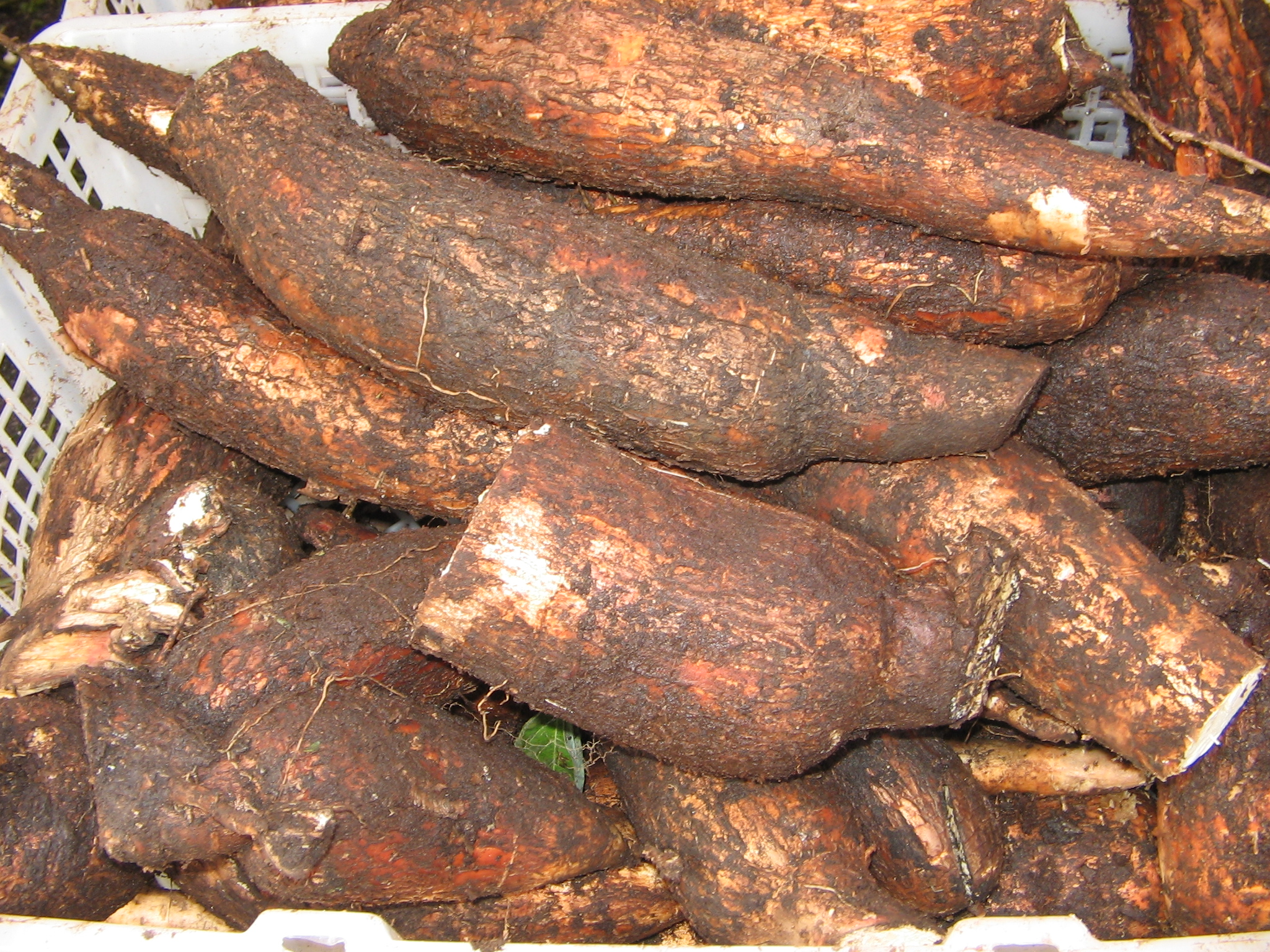
Manihot esculenta Yuca amazónica

### Pesca
La pesca constituye una valiosa producción en la región. Posee todos los recursos hidrológicos posibles, una ventaja frente a la producción ganadera. El modelo de pesca está orientada a lo artesanal para «abastecimiento y comercialización». Los ríos de Loreto contienen alrededor de 697 especies de peces, pero los más comerciales son la paiche (Arapaima gigas), sábalo (Prochilodus lineatus), boquichico (Prochilodus nigricans), sardina, gamitana (Colossoma macropomum), paco (Piaractus brachypomus), tucunaré (Cichla ocellaris), corvina (Plagioscion squamosissimus), palometa (Mylossoma duriventre), lisa (Schizodon fasciatus), doncella (Pseudoplatystoma fasciatum), dorado, carachama (Pseudorinelepis genibarbis), maparate (Hypophthalmus marginatus), yulilla (Anodus elongatus), yahuarachi (Potamorhina latior), ractacara (Psectrogaster amazonica), otros.

Producción pesquera de la región Loreto
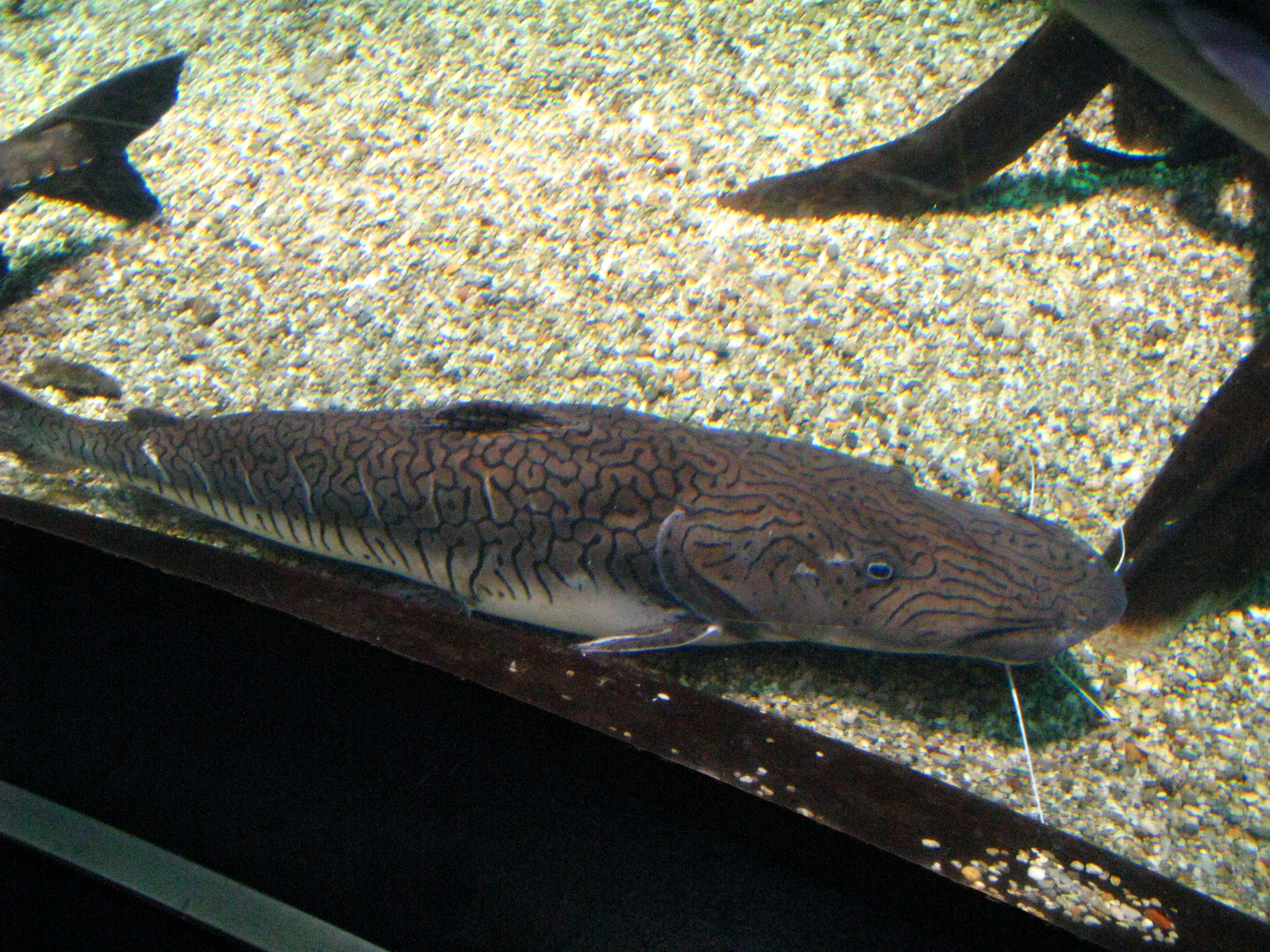
Pseudoplatystoma fasciatum Doncella
Colossoma macropomum Gamitana
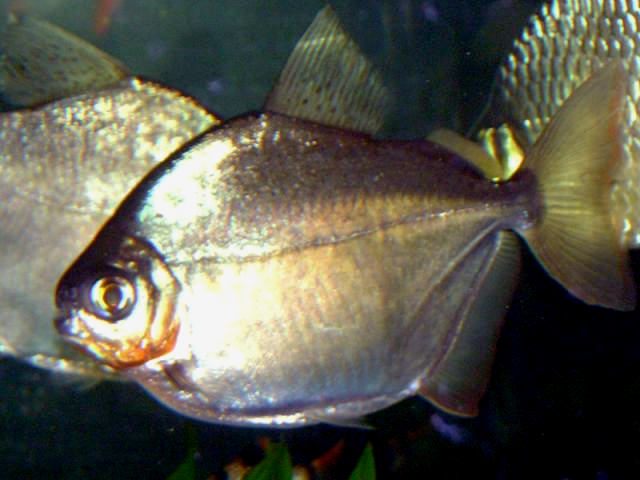
Mylossoma duriventre Palometa
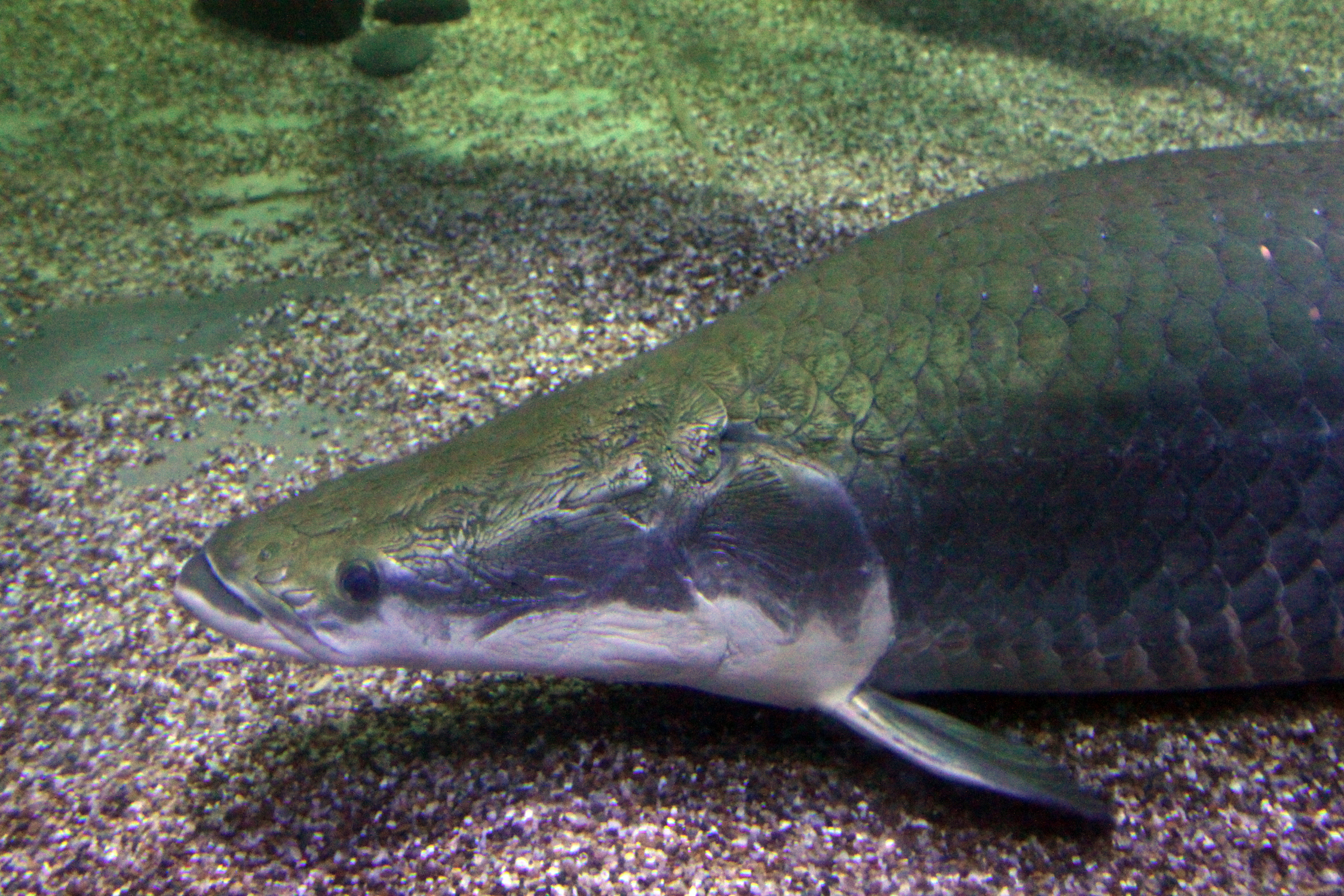
Arapaima gigas Paiche

### Ganadería
Al contrario, el sector ganadero padece la baja calidad del pasto y otros recursos de alimentación por el cual exige alto financiamiento para crear los medios óptimos para sostener un buen ganado. A pesar de esas limitaciones, la producción de carne subió a 59 %, y se estima que la producción ha subido. La producción de carnes de porcino, vacuno, ovino y búfalo es boyante, pero tiene que sobrellevar el cambiante clima loretano. Los síntomas más notorios incluye la deshidratación por las altas temperaturas que disminuye la producción de leche.

Producción ganadera en la región Loreto
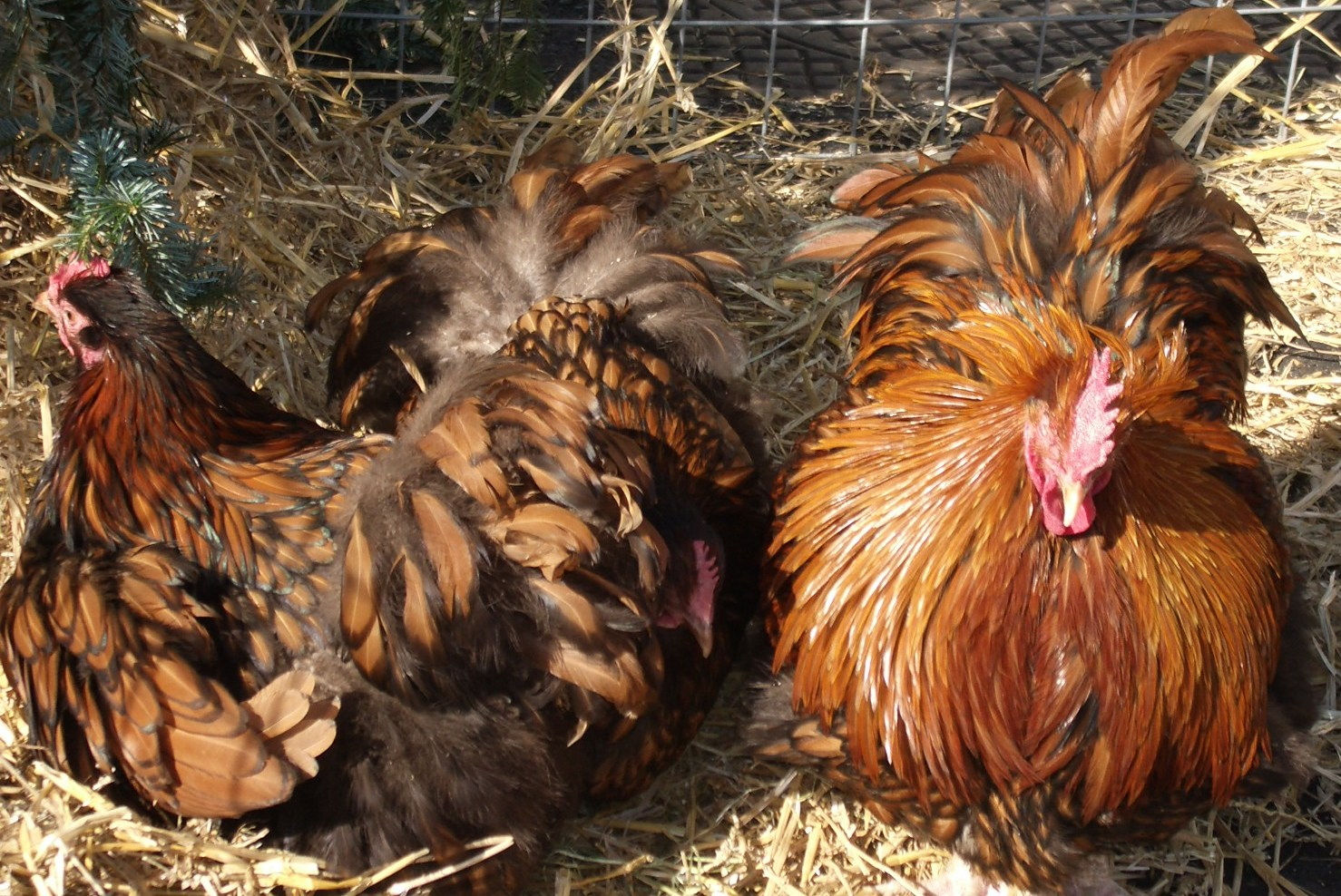
Gallus gallus domesticus Gallina regional
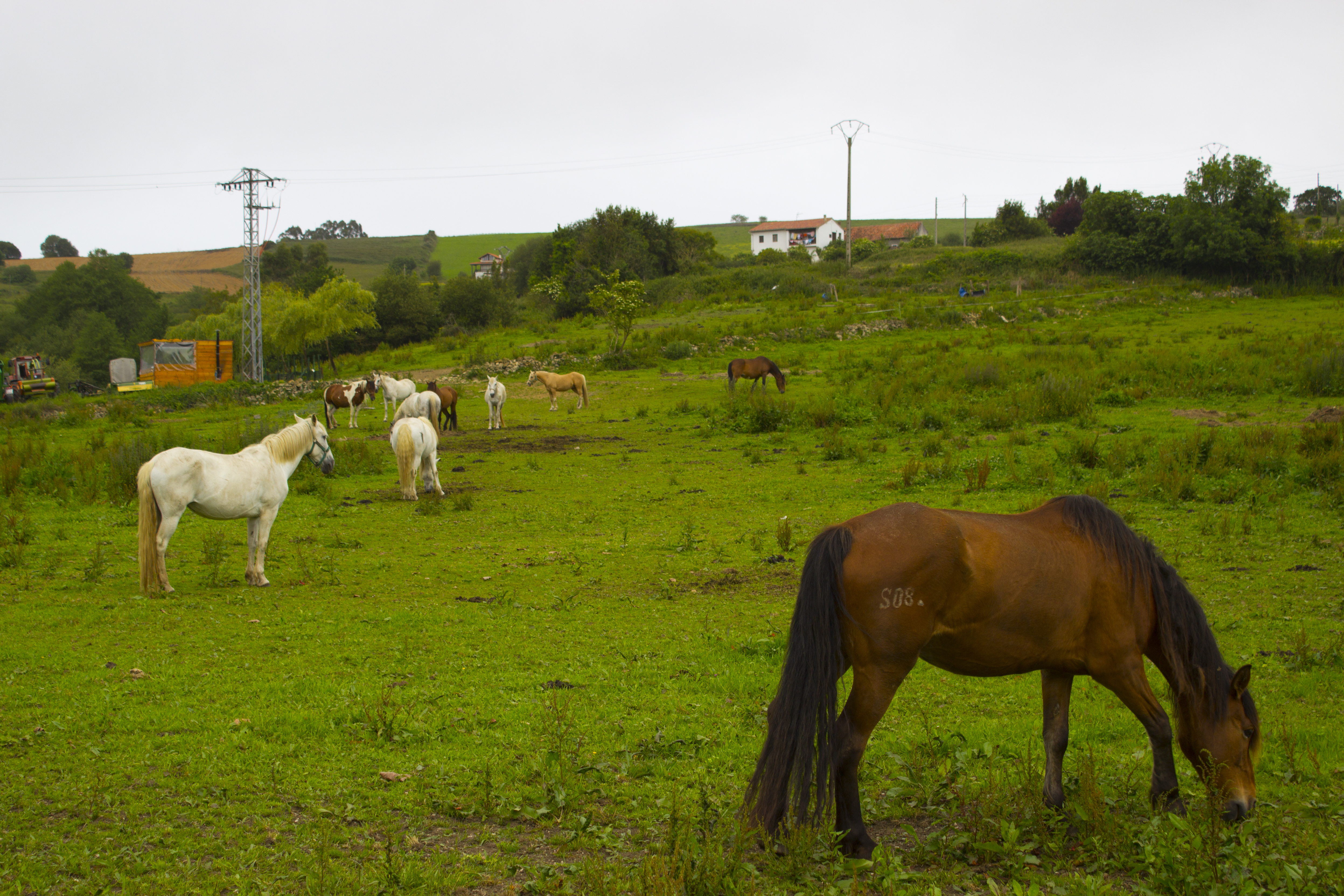
Equus ferus caballus Caballo
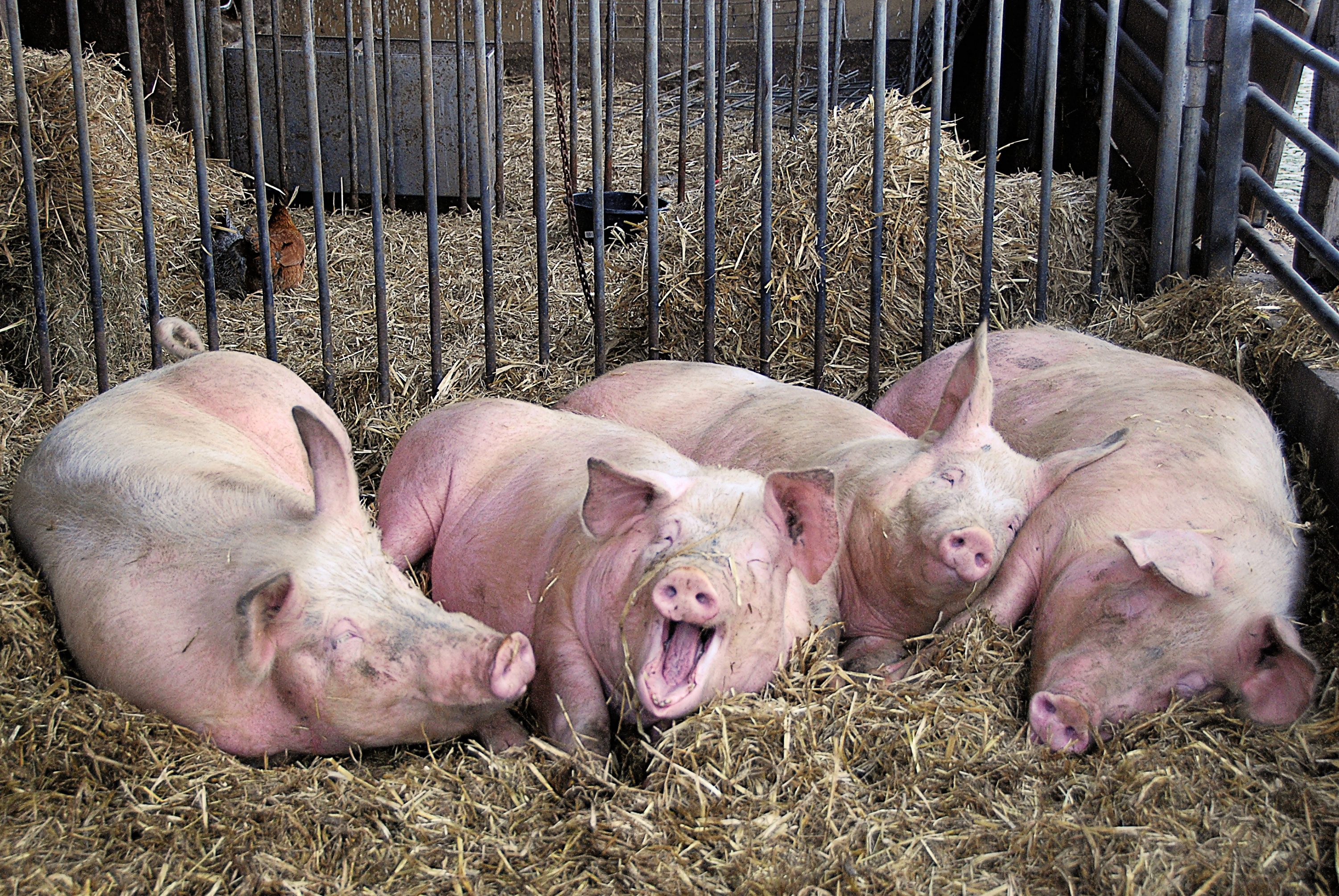
Sus scrofa domestica Chancho

## Transporte
Se cuenta con:

### Puertos fluviales
- Puerto de Iquitos, Ciudad de Iquitos-Maynas
- Puerto de Nauta, Ciudad de Nauta-Loreto
- Puerto de Yurimaguas, Ciudad de Yurimaguas-Alto Amazonas
- Puerto de Saramiriza, Zona Especial de Saramiriza-Datem del Marañón

### Aeropuertos
- Aeropuerto Internacional Coronel FAP Francisco Secada Vignetta, Iquitos-Maynas
- Aeropuerto Internacional Gran Mariscal Ramón Castilla y Marquesado, Caballococha-Mariscal Ramón Castilla
- Aeropuerto Nacional Moisés Benzaquen Rengifo, Yurimaguas-Alto Amazonas
- Aeropuerto Nacional Alf. FAP Alfredo Vladimir Sara Bauer, Andoas-Datem del Marañón

También los hay en Güepí, Iberia, Requena, Contamana, Intuto, Colonia Angamos y San Antonio del Estrecho.

### Red vial terrestre
La red vial tiene una extensión de 389.98 km, de los cuales 105.40 km están asfaltados, 131.75 km afirmados, 120.83 km son trocha carrozable y 41 km trocha peatonal. Entre las más importantes son: La ruta Iquitos - Nauta, y la Interoceánica Norte de Yurimaguas - Tarapoto.

## Autoridades

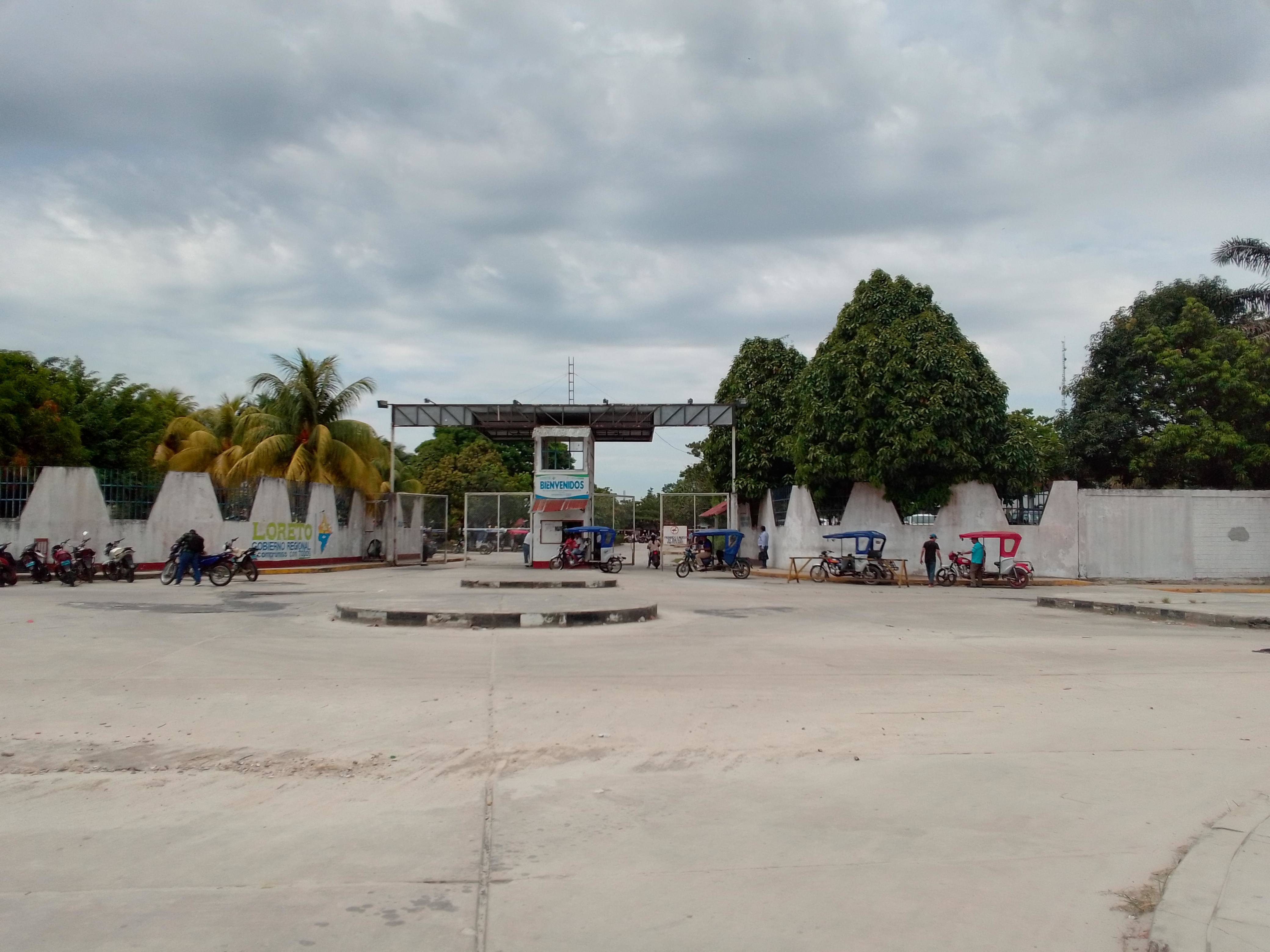
Sede del Gobierno Regional de Loreto en Iquitos

### Regionales
- 2023-2026[38]
  - Gobernador regional: Jorge Chávez Silvano de Somos Perú.
  - Vicegobernadora regional: Dolibeth Bardales Manrique de Somos Perú.
  - Consejeros:

  1. Maynas:
    - Janet Reátegui Rivadeneyra (Restauración Nacional)
    - Luis Honorato Pita Díaz (Movimiento Esperanza Región Amazónica)
    - Ofelia Chávez Bardales (Restauración Nacional)

  2. Alto Amazonas:
    - Alan Bernard Rodríguez Fasanando (Restauración Nacional)
    - Francisco Javier López Robles (Movimiento Esperanza Región Amazónica)

  3. Loreto:
    - Carlos Sandi Maynas (Restauración Nacional)
    - George Antonhy López Torres (Movimiento Esperanza Región Amazónica)

  4. Mariscal Ramón Castilla:
    - Jesús Jambo Tirado (Frente Popular Agrícola FIA del Perú, Frepap)
    - José Alberto Trujillo Paira (Restauración Nacional)

  5. Requena:
    - Javier Villacorta Nacimento (Restauración Nacional)
    - Pedro Raúl Pacaya Tamani (Movimiento Integración Loretana)

  6. Ucayali:
    - Carmen Gisela Panduro Valles (Movimiento Esperanza Región Amazónica)
    - César Humberto Urquía Ramírez (Restauración Nacional)

  7. Datem del Marañón:
    - José Alfredo Valera Flores (Restauración Nacional)
    - Mamerto Maicua Pérez (Unión por el Perú)

  8. Putumayo: Josué Iracude Calderón (Movimiento Esperanza Región Amazónica)